# Richard Nixon
Richard Milhous Nixon (Yorba Linda, 9 de janeiro de 1913 – Nova Iorque, 22 de abril de 1994) foi um advogado e político norte-americano que serviu como o 37.º Presidente dos Estados Unidos de 1969 até 1974, quando se tornou o primeiro e único Presidente a renunciar ao cargo. Antes disso ele tinha sido membro da Câmara dos Representantes e Senador pelo Estado da Califórnia, além do 36.º Vice-presidente dos Estados Unidos entre 1953 e 1961 sob Dwight D. Eisenhower.
Nixon estudou no Colégio Whittier e depois na Universidade Duke, formando-se em 1937 em direito e retornando para a Califórnia a fim de exercer a advocacia. Ele se casou com Pat Ryan em 1940 e mudou-se para Washington, D.C. com a família dois anos depois para trabalhar no governo federal. Depois disso Nixon serviu na Reserva da Marinha dos Estados Unidos durante a Segunda Guerra Mundial. Após a guerra foi eleito para a Câmara dos Representantes em 1946 e depois para o Senado em 1950. Sua participação no caso envolvendo Alger Hiss estabeleceu sua reputação como um grande anticomunista e o elevou para a proeminência nacional. Nixon foi escolhido como o companheiro de chapa de Eisenhower na eleição presidencial de 1952, sendo eleito e servindo como Vice-presidente por oito anos. Ele candidatou-se à presidência na eleição de 1960, perdendo por pouco a disputa contra John F. Kennedy. Dois anos depois concorreu a Governador da Califórnia, perdendo outra vez, agora para Pat Brown. Nixon tentou a Presidência novamente em 1968, derrotando Hubert Humphrey.
Nixon acabou com o envolvimento norte-americano na Guerra do Vietnã em 1973 e conseguiu trazer seus prisioneiros de guerra de volta para casa, também sendo capaz de acabar com a convocação militar. Sua visita à China em 1972 abriu as relações diplomáticas entre os dois países, e no mesmo ano conseguiu assinar o Tratado sobre Mísseis Antibalísticos com a União Soviética. Seu governo geralmente transferiu poderes federais aos estados. Ele impôs controles nos salários e preços por um período de noventa dias, forçou a desagregação de escolas sulistas e estabeleceu a Agência de Proteção Ambiental. Nixon também presidiu sobre a aterrissagem da Apollo 11 na Lua, que marcou o fim da corrida espacial. Nixon foi reeleito em 1972 em uma das maiores vitórias na história das eleições presidenciais norte-americanas.
O ano de 1973 viu a crise do petróleo causar o aumento do preço da gasolina nos Estados Unidos, enquanto as revelações sobre o escândalo político do Caso Watergate escalonaram. As acusações de corrupção e revelações sobre seu envolvimento custaram a Nixon boa parte do seu apoio político, com ele finalmente renunciando à Presidência em 9 de agosto de 1974 antes de um processo de impeachment e remoção do cargo quase certos. Seu sucessor na Presidência, Gerald Ford, oficializou um perdão para Nixon no mês seguinte. Nixon escreveu vários livros e realizou diversas viagens pelo exterior, algo que ajudou a reabilitar sua imagem. Ele sofreu um acidente vascular cerebral em 18 de abril de 1994, morrendo aos 81 anos de idade quatro dias depois. Historiadores elogiaram Nixon por suas realizações internas e externas como congressista e presidente, mas afirmaram que o Caso Watergate deixou uma marca negativa permanente em seu legado.

## Início de vida

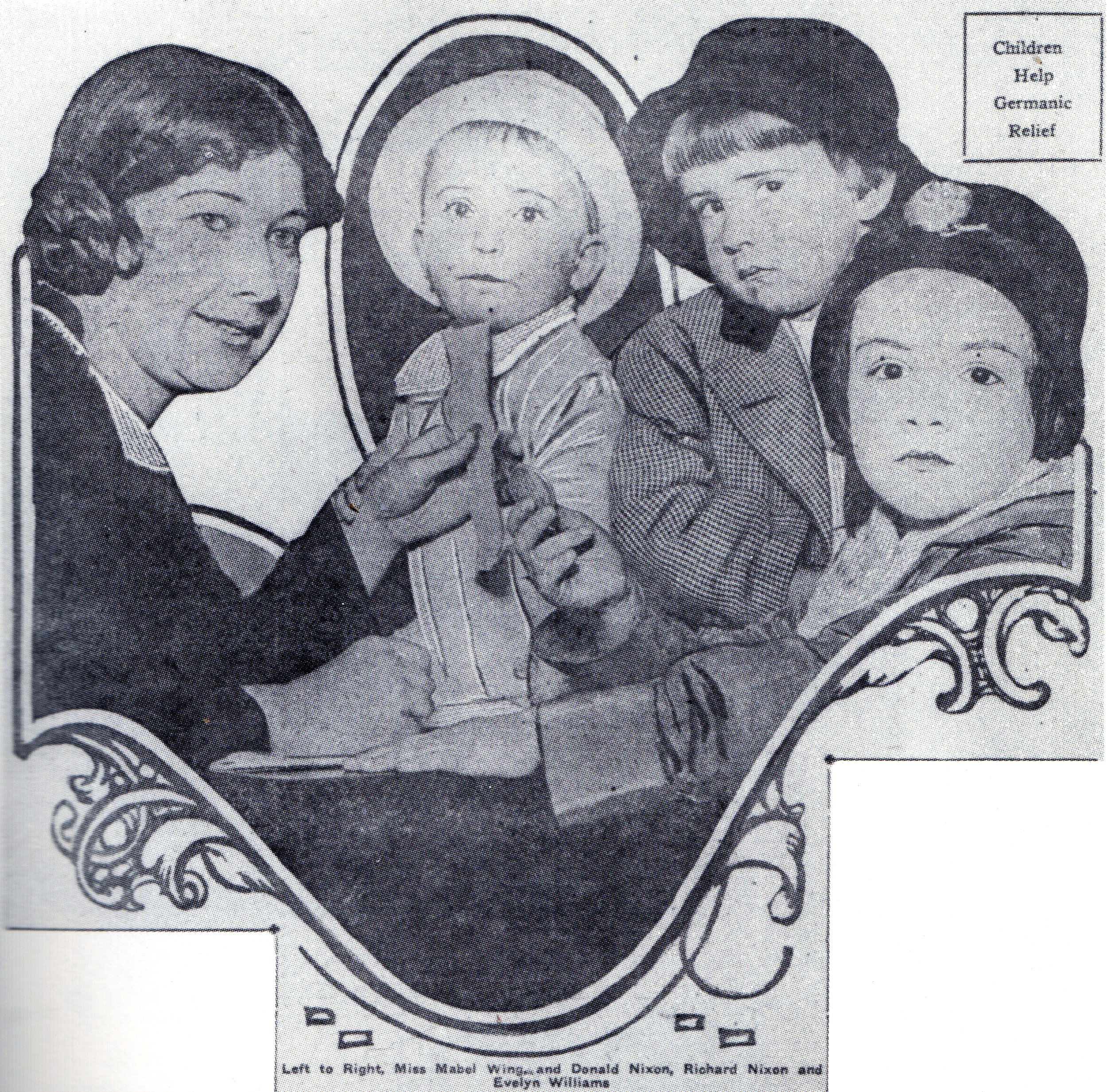
Nixon (segundo da direita) faz sua estreia em um jornal em 1916, contribuindo com cinco centavos para um fundo para os órfãos da guerra. Donald está a esquerda de seu irmão.

Richard Milhous Nixon nasceu em 9 de janeiro de 1913 em Yorba Linda, Califórnia, em uma casa construída por seu pai. Seus pais eram Hannah Milhous Nixon (1885–1967) e Francis A. Nixon (1878–1956). Sua mãe era uma Quaker e seu pai converteu-se do Metodismo para a fé Quaker. A educação de Nixon foi marcada pelo cumprimento dos ensinamentos da religião Quaker da época, tais como abster-se de álcool, da dança, e de xingamentos. Nixon tinha quatro irmãos: Harold (1909–33), Donald (1914–87), Arthur (1918–25), e Edward (nascido em 1930). Quatro dos cinco meninos dos Nixon receberam seus nomes devido a reis que haviam governado a Inglaterra histórica ou lendária; Richard, por exemplo, recebeu o nome de Richard I de Inglaterra.
Os primeiros anos de vida de Nixon foram marcados por dificuldades e, mais tarde, descreveu sua infância citando uma frase de Eisenhower: "Nós éramos pobres, mas a glória era que não o sabíamos". O rancho da família Nixon faliu em 1922, e eles mudaram-se para Whittier, Califórnia. Em uma área com muitos Quakers, Frank Nixon abriu uma mercearia e um posto de gasolina. O irmão mais novo de Richard, Arthur, morreu em 1925, após uma breve doença. Aos doze anos de idade, foi encontrado uma mancha no pulmão de Richard e, com um histórico de tuberculose em sua família, o jovem foi impedido de fazer esportes. Eventualmente, foi descoberto que tratava-se de um tecido cicatricial de um ataque precoce de pneumonia.

### Educação primária e secundária
O jovem Richard frequentou a Escola Elementária East Whittier, onde foi presidente da classe do oitavo ano. Seus pais acreditavam que ter estudado na Escola Secundária Whittier tinha feito com que o irmão mais velho de Richard, Harold, vivesse um estilo de vida dissoluto antes de adoecer de tuberculose (ele morreu vitimado pela doença em 1933). Em vez disso, enviaram Richard para estudar na Escola Secundária Union Fullerton. Richard teve que viajar em um ônibus escolar por duas horas durante seu ano de calouro e recebeu excelentes notas. Ele jogou no time de futebol júnior do colégio, e raramente faltou um treino, mesmo que fosse raramente usado nos jogos. O jovem teve maior sucesso como debatedor, ganhando vários campeonatos e levando-o a receber sua única tutela formal, do professor H. Lynn Sheller. Nixon mais tarde se lembrou das palavras de Sheller: "Lembre-se, falar é conversar ... não gritar com as pessoas, conversar com elas".
Seus pais permitiram a transferência de Richard para a Escola Secundária Whittier para seu ano júnior, começando em setembro 1928. Na Whittier, sofreu sua primeira derrota eleitoral, ao tentar ser presidente da entidade estudantil. Richard geralmente acordava às 4 da manhã, para dirigir o caminhão da família para Los Angeles e comprar verduras no mercado. Ele então dirigia para a loja para lavá-las e exibi-las, antes de ir para a escola. Harold tinha sido diagnosticado com tuberculose no ano anterior; quando sua mãe o levou ao Arizona na esperança de melhorar sua saúde, as exigências em Richard aumentaram, fazendo com que ele desistisse do futebol. No entanto, Richard se formou em Whittier na terceira posição de sua turma, composta por 207 alunos.

### Ensino colegial e faculdade de direito
Nixon recebeu uma bolsa de estudos para estudar na Universidade Harvard, mas a doença contínua de Harold e a necessidade de que sua mãe tinha de cuidar dele significava que Richard era necessário na loja. Ele permaneceu em sua cidade natal e frequentou o Colégio Whittier, com suas despesas sendo cobertas por uma herança de seu avô materno. Nixon jogou na equipe de basquete; ele também tentou jogar futebol, mas não tinha tamanho para jogar. Nixon permaneceu na equipe como um substituto, e foi notado por seu entusiasmo.
Em vez de fraternidades e irmandades, o Colégio Whittier tinha sociedades literárias. Nixon foi reprovado para participar da única para os homens, os Franklins; muitos membros dos Franklins eram de famílias proeminentes, mas Nixon não era. Ele respondeu ajudando a fundar uma nova sociedade, a Sociedade Ortogônica. Além da sociedade, da escola, e do trabalho na loja, Nixon encontrou tempo para um grande número de atividades extracurriculares, transformando-se em um campeão de debates e ganhando a reputação como uma pessoa trabalhadora. Em 1933, tornou-se noivo de Ola Florence Welch, filha do chefe de polícia de Whittier. Os dois terminaram em 1935.
Depois de sua graduação do Colégio Whittier em 1934, Nixon recebeu uma bolsa completa para estudar na Faculdade de Direito da Universidade Duke. A faculdade era nova e procurava atrair os melhores alunos oferecendo bolsas de estudo. A instituição pagava altos salários aos seus professores, muitos dos quais tinham reputações nacionais ou internacionais. O número de bolsas de estudo foi bastante reduzido para estudantes de segundo e terceiro anos, forçando os beneficiários a uma intensa competição. Nixon não só manteve sua bolsa de estudos, como também foi eleito presidente da Ordem de Advogados de Duke, introduzido na Ordem da Coifa, uma ordem de honra para formados em direito, e graduou-se como o terceiro melhor de sua classe em junho de 1937.

## Início de carreira e casamento
Após graduar-se de Duke, Nixon esperou inicialmente juntar-se ao Departamento Federal de Investigação. Ele não recebeu resposta à sua carta de candidatura e soube anos depois que tinha sido contratado, mas sua nomeação havia sido cancelada no último minuto devido a cortes no orçamento. Em vez disso, voltou para a Califórnia e foi admitido na ordem de advogados em 1937. Ele começou a exercer a advocacia no escritório de advocacia Wingert e Bewley em Whittier, trabalhando em litígios comerciais para empresas locais de petróleo e outras questões corporativas, bem como em testamentos. Anos depois, Nixon indicou com orgulho que havia sido o único presidente moderno a ter previamente trabalhado como um advogado. Nixon estava relutante em trabalhar em casos de divórcio, não gostando de ter conversas francas com mulheres. Em 1938, abriu sua própria filial da Wingert e Bewley em La Habra, Califórnia, e tornou-se um sócio pleno da empresa no ano seguinte.

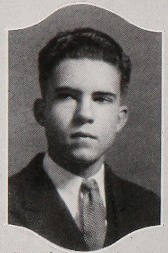
Nixon na Escola Secundária Whittier em 1930.

Em janeiro 1938, Nixon fez parte do elenco da peça The Dark Tower. Ele contracenou com Thelma "Pat" Ryan, nascida em março de 1912 e que trabalhava como professora de ensino médio. Nixon descreveu o episódio em suas memórias como "um caso de amor à primeira vista"—apenas para ele, já que Pat Ryan recusou o jovem advogado várias vezes antes de concordar em namorá-lo. Uma vez que começaram seu namoro, Ryan mostrou-se relutante em casar com Nixon; eles namoraram por dois anos antes dela aceitar sua proposta. Casaram-se em uma pequena cerimônia realizada em 21 de junho de 1940. Depois de uma lua de mel no México, os Nixon começaram suas vidas de casados em Whittier. Eles tiveram duas filhas, Tricia (nascida em fevereiro de 1946) e Julie (nascida em julho de 1948).

## Segunda Guerra Mundial

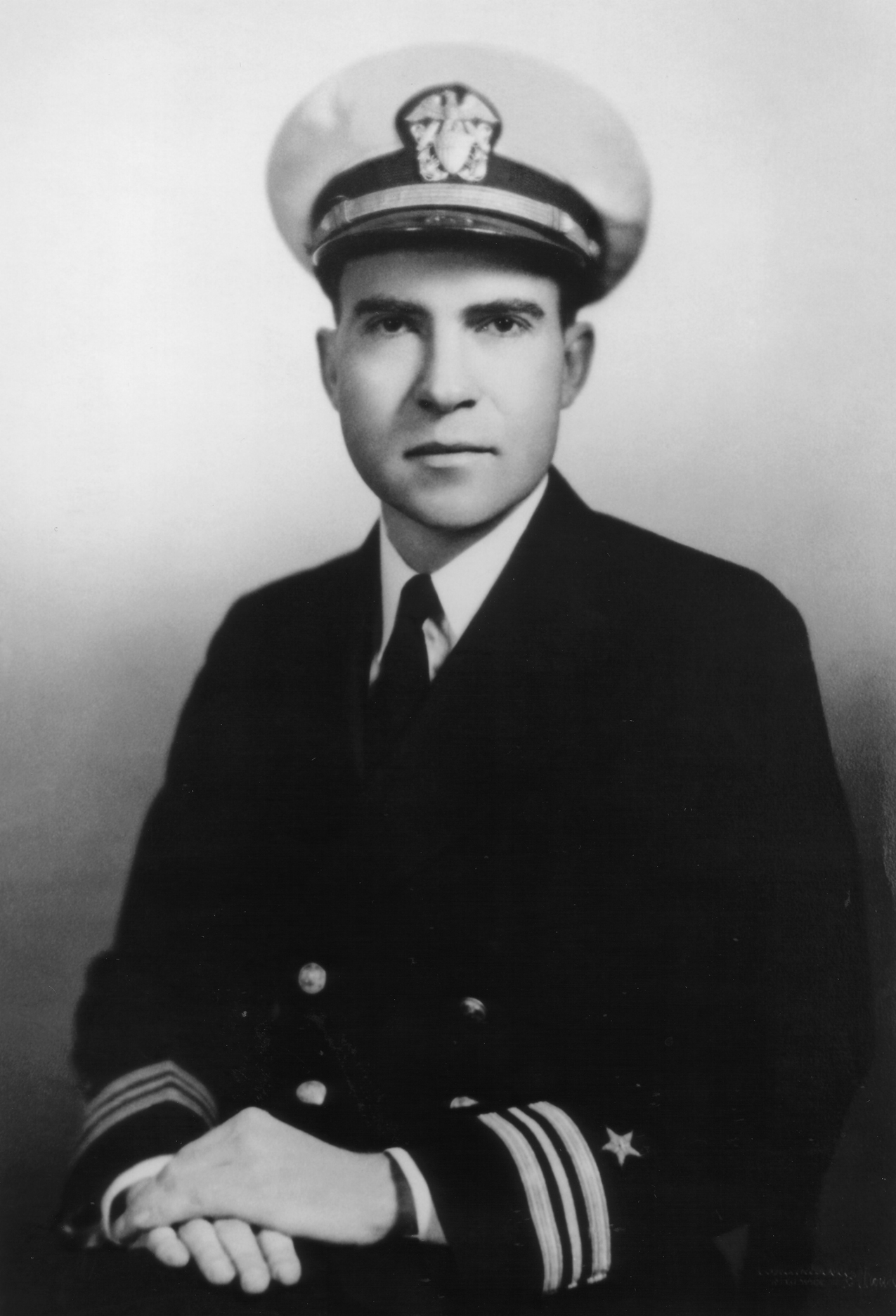
O tenente-comandante Richard Nixon, da Marinha, em 1942.

Em janeiro de 1942, o casal mudou-se para Washington, D.C., onde Nixon assumiu um emprego no Escritório de Administração de Preços. Em suas campanhas políticas, Nixon sugeriria que esta era sua resposta a Pearl Harbor, mas ele procurou a posição durante os últimos meses de 1941. Nixon e sua esposa acreditavam que ele estava limitando suas perspectivas ao permanecer em Whittier. Ele foi designado para a divisão de racionamento de pneus, onde foi encarregado de responder às correspondências. Nixon não gostava do cargo e, quatro meses depois, se candidatou para juntar-se à Marinha dos Estados Unidos. Como um Quaker de nascença, poderia ter reivindicado o direito à isenção do serviço militar obrigatório; Nixon também poderia ter sido diferido por ter trabalhado no governo. Mas em vez de explorar uma saída do serviço militar, Nixon procurou uma comissão na Marinha. Sua candidatura foi bem-sucedida, e foi nomeado tenente júnior da Reserva da Marinha dos Estados Unidos em 15 de junho de 1942.
Em outubro de 1942, foi designado assistente do comandante da Estação Aérea Naval de Ottumwa, em Iowa, onde trabalhou até maio de 1943. Em 1 de outubro de 1943, Nixon foi promovido a tenente. Buscando mais emoção, pediu por um serviço marítimo e foi reatribuído como o oficial naval de controle de passageiros para o Comando de Transporte Aéreo de Combate do Pacífico Sul, apoiando a logística de operações na frente do Sudoeste do Pacífico; ele era o oficial encarregado do Comando de Transporte Aéreo de Combate em Guadalcanal nas Ilhas Salomão e em março de 1944 na Ilha Verde (Ilha de Nissan), ao norte de Bougainville.
A unidade de Nixon preparou manifestos e planos de voo para operações C-47 e supervisionou o carregamento e descarregamento da aeronave de carga. Por este serviço, recebeu uma carta de recomendação de seu oficial comandante da Marinha pelo "desempenho meritório e eficiente do dever como oficial encarregado do Comando do transporte aéreo do combate no Pacífico Sul". Após seu retorno aos Estados Unidos, Nixon foi nomeado oficial administrativo da Estação Aérea Naval de Alameda na Califórnia. Em janeiro de 1945, foi transferido para o Escritório de Aeronáutica da Filadélfia para ajudar a negociar a rescisão dos contratos de guerra e recebeu sua segunda carta de recomendação do Secretário da Marinha por "serviço meritório, esforço incansável e devoção ao dever". Mais tarde, Nixon foi transferido para outros escritórios para trabalhar em contratos e, finalmente, para Baltimore. Em outubro de 1945, foi promovido a tenente comandante. Em março de 1946, foi dispensado do serviço ativo. Ele renunciou de sua comissão no dia do ano novo de 1946. Em junho de 1953, foi promovido a comandante. Aposentou-se na Reserva Naval dos Estados Unidos em junho de 1966.

## Político em ascensão

### Câmara dos Representantes

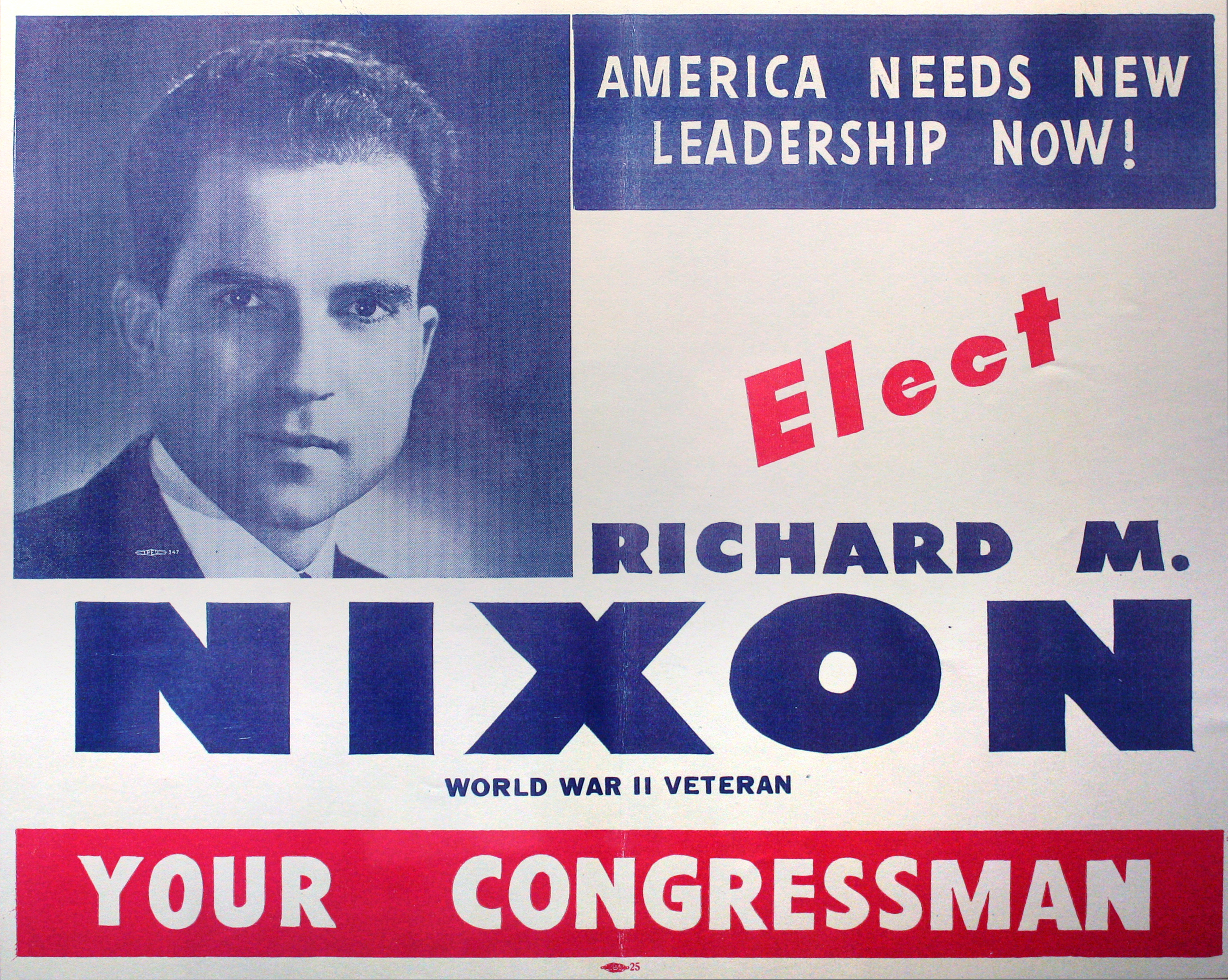
Folheto da campanha de Nixon ao Congresso.

Em 1945, os republicanos do 12º distrito congressional da Califórnia, frustrados por sua incapacidade de derrotar o congressista democrata Jerry Voorhis, buscaram um candidato de consenso que executaria uma forte campanha contra ele. Eles formaram um "Comitê de 100" para decidir sobre um candidato, na esperança de evitar as dissensões internas que tinham levado às vitórias de Voorhis. Depois que o comitê não conseguiu atrair candidatos mais conhecidos, Herman Perry, gerente de filial do Bank of America de Whittier, sugeriu Nixon, um amigo da família com quem tinha servido no Conselho de Administração do Colégio Whittier antes da guerra. Perry escreveu para Nixon, que estava em Baltimore. Depois de uma noite de conversa animada entre os Nixon, o oficial naval respondeu a Perry com entusiasmo. Nixon voou para a Califórnia e foi selecionado pelo comitê. Quando saiu da marinha no início de 1946, Nixon e sua esposa retornaram a Whittier, onde Nixon começou um ano de uma intensa campanha. Ele afirmou que Voorhis tinha sido ineficaz como congressista e sugeriu que o apoio de Voorhis por um grupo ligado aos comunistas significava que Voorhis deveria ter opiniões radicais. Nixon venceu a eleição, recebendo 65 586 votos contra 49 994 de Voorhis.
No Congresso, Nixon apoiou o Ato Taft-Hartley de 1947, uma lei federal que monitora as atividades e o poder dos sindicatos, e serviu no Comitê de Educação e Trabalho. Ele fez parte do Comitê Herter, que foi à Europa para relatar a necessidade de ajuda externa dos EUA. Nixon era o membro o mais novo do comitê, e o único de um estado da costa oeste. A advocacia feita pelos membros do Comitê Herter, incluindo Nixon, levou à aprovação pelo Congresso do Plano Marshall.

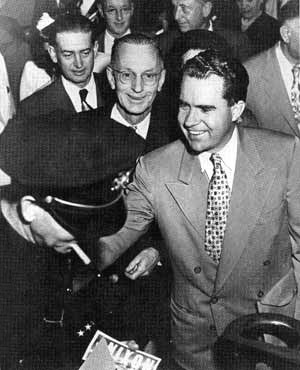
Nixon fazendo campanha para o Senado em 1950.

Nixon ganhou atenção nacional pela primeira vez em 1948, quando sua investigação, como membro do Comitê de Atividades Antiamericanas da Câmara (HUAC), rompeu o caso de espionagem de Alger Hiss. Enquanto muitos duvidavam das alegações de Whittaker Chambers de que Hiss, um ex-funcionário do Departamento de Estado, era um espião soviético, Nixon acreditava em sua veracidade e pressionou o comitê a continuar sua investigação. Sob ação por difamação apresentada por Hiss, Chambers produziu documentos que corroboraram suas alegações. Tais documentos incluíam cópias de papel e microfilme que Chambers entregou aos investigadores da Câmara depois de os ocultar durante a noite em um campo; eles se tornaram conhecidos como os "Papéis de Abóbora". Hiss foi condenado por perjúrio em 1950 por negar sob juramento que tinha passado documentos para Chambers. Em 1948, Nixon ganhou as primárias democratas e republicanas em seu distrito, e foi confortavelmente reeleito.

### Senado
Em 1949, Nixon começou a considerar concorrer para o Senado dos Estados Unidos contra o titular democrata, Sheridan Downey, e entrou na disputa em novembro daquele ano. Downey, confrontado com uma amarga batalha primária com a Representante Helen Gahagan Douglas, anunciou sua aposentadoria em março de 1950. Nixon e Douglas venceram as eleições primárias de seus respectivos partidos e envolveram-se em uma contenciosa campanha em que a Guerra da Coreia em curso era uma questão importante. Nixon tentou concentrar a atenção no histórico de voto liberal de Douglas. Como parte desse esforço, uma "Folha Rosa" foi distribuída pela campanha de Nixon sugerindo que, como registro de votação de Douglas era semelhante ao do Congressista nova-iorquino Vito Marcantonio (o qual muitos acreditavam se tratar de um comunista), suas visões políticas deveriam ser quase idênticas. Nixon ganhou a eleição por quase 20%. Durante esta campanha, Nixon foi chamado pela primeira vez por seus oponentes de "Ardiloso Dick" (Tricky Dick, em inglês) devido a suas táticas eleitorais.
No Senado, Nixon assumiu uma posição proeminente na oposição ao comunismo global, viajando frequentemente e falando contra a ameaça. Ele manteve relações amistosas com seu colega anticomunista, o controverso Senador de Wisconsin, Joseph McCarthy, mas teve o cuidado de manter alguma distância entre ele e as acusações de McCarthy. Nixon também criticou a forma que o presidente Harry S. Truman lidou com a Guerra da Coreia. Ele apoiou a entrada à União do Alasca e do Havaí, votou a favor dos direitos civis para as minorias, e apoiou o auxílio federal por desastres para a Índia e a Iugoslávia. Nixon votou contra os controles de preços e outras restrições monetárias, benefícios para imigrantes ilegais e poder público.

### Vice-presidência

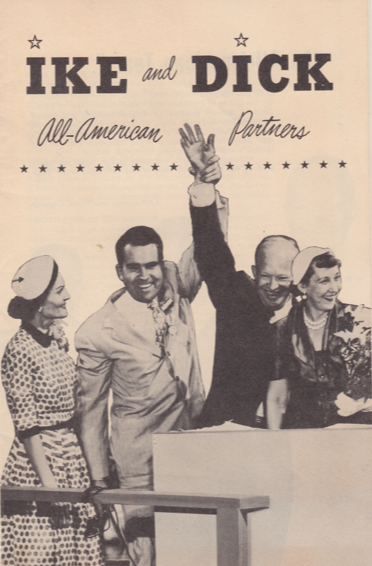
Folheto da campanha Eisenhower–Nixon, em 1952.

O general Dwight D. Eisenhower foi indicado o candidato a Presidente pelos republicanos em 1952. Ele não tinha uma forte preferência por um candidato a Vice-presidente, e os ocupantes de cargos públicos republicanos e funcionários do partido se reuniram em um "quarto cheio de fumaça" e recomendaram Nixon para o general, que concordou com a seleção do Senador. A juventude de Nixon (ele tinha 39 anos), a posição contra o comunismo e a base política na Califórnia — um dos maiores estados — eram vistas por estes líderes como ganhadoras de votos. Entre os candidatos considerados juntamente com Nixon estavam o Senador Robert A. Taft, de Ohio, o Governador de Nova Jersey, Alfred Driscoll, e o Senador Everett Dirksen, de Illinois. No decorrer da campanha, Eisenhower falou de seus planos para o país, deixando a campanha negativa ser feita por seu companheiro de chapa.
Em meados de setembro, a chapa republicana enfrentou uma grande crise. A mídia informou que Nixon tinha um fundo político, mantido por seus patrocinadores, que o reembolsou por despesas políticas. Tal fundo não era ilegal, mas expôs Nixon a alegações de possível conflito de interesses. Com o aumento da pressão para Eisenhower exigir a renúncia de Nixon da chapa, o senador foi à televisão para proferir um discurso para a nação em 23 de setembro de 1952. O discurso, mais tarde chamado de Checkers speech, foi acompanhado por cerca de 60 milhões de americanos — a maior audiência de televisão até esse momento. Nixon se defendeu emocionalmente, afirmando que o fundo não era secreto, nem os doadores receberiam favores especiais. Ele se apresentou como um homem modesto (sua esposa não tinha casaco de vison; ao invés disso ela usava um "casaco republicano de pano respeitável") e um patriota. O discurso seria lembrado por um presente que Nixon recebeu, mas que não devolveu: um cachorro cocker spaniel que sua filha Tricia nomeou de Checkers. O discurso foi uma obra-prima e provocou um grande apoio do público para Nixon. Eisenhower decidiu mantê-lo na chapa, que foi vitoriosa na eleição de novembro, capturando 55,1% dos votos populares.
Eisenhower deu responsabilidades para Nixon durante seu mandato como Vice-presidente — mais do que qualquer Vice-presidente anterior. Nixon assistia às reuniões do Gabinete e do Conselho Nacional de Segurança e as presidiu quando Eisenhower estava ausente. Uma excursão de 1953 ao Extremo Oriente conseguiu aumentar a boa vontade local com os Estados Unidos e levou Nixon a apreciar o potencial da região como um centro industrial. Ele visitou Saigon e Hanói na Indochina Francesa. Em seu retorno aos Estados Unidos no final de 1953, Nixon aumentou a quantidade de tempo que dedicava às relações exteriores.
O biógrafo Irwin Gellman, que narrou os anos de Nixon no Congresso, disse sobre sua vice-presidência:
Eisenhower alterou radicalmente o papel de seu companheiro de chapa, presenteando-o com atribuições críticas em assuntos estrangeiros e domésticos, uma vez que assumiu o seu cargo. O vice-presidente saudou as iniciativas do presidente e trabalhou energicamente para cumprir os objetivos da Casa Branca. Por causa da colaboração entre estes dois líderes, Nixon merece o título "o primeiro Vice-presidente moderno."
Apesar da intensa campanha de Nixon, que retomou seus fortes ataques contra os democratas, os republicanos perderam o controle de ambas as casas do Congresso nas eleições de 1954. Essas perdas fizeram com que Nixon contemplasse abandonar a política depois de cumprir seu mandato. Em 24 de setembro de 1955, o presidente Eisenhower sofreu um ataque cardíaco; inicialmente se acreditava que seu estado era potencialmente fatal. Eisenhower foi incapaz de exercer suas funções durante seis semanas. A 25ª Emenda à Constituição dos Estados Unidos ainda não tinha sido proposta, e o Vice-presidente não tinha poder formal para agir. No entanto, Nixon atuou no lugar de Eisenhower durante este período, presidindo reuniões de gabinete e assegurando que assessores e oficiais de gabinete não buscassem poder. De acordo com seu biógrafo Stephen Ambrose, Nixon "ganhou elevado louvor por sua conduta durante a crise ... ele não fez nenhuma tentativa de apossar-se do poder".

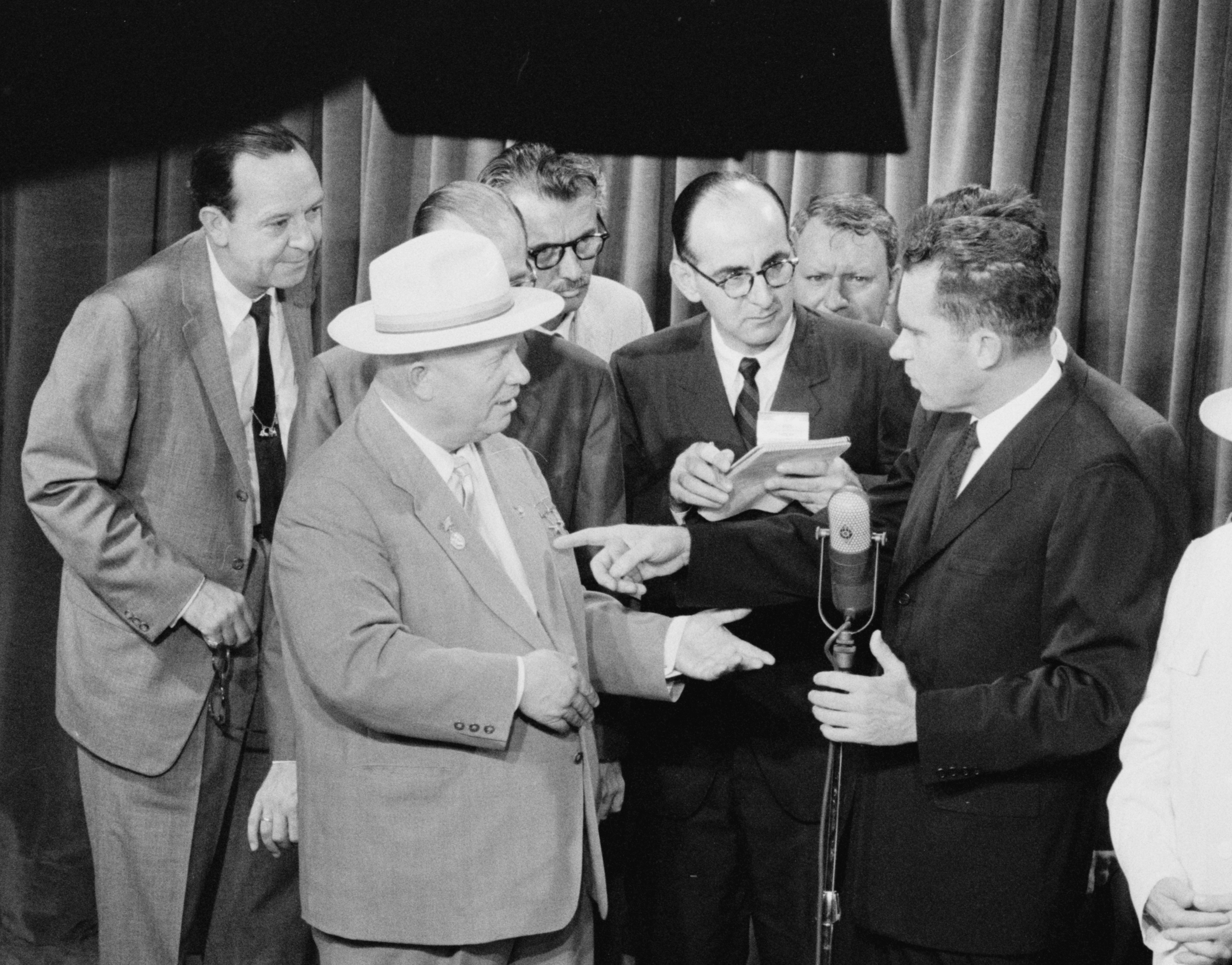
O vice-presidente Nixon ao lado do primeiro-ministro soviético Nikita Khrushchev, durante o "Debate da Cozinha", em 24 de julho de 1959.

Seu ânimo aumentou, e Nixon buscou um segundo mandato, mas alguns assessores de Eisenhower queriam substitui-lo. Em uma reunião de dezembro de 1955, Eisenhower propôs que Nixon não corresse à reeleição e, ao invés disso, se tornasse um membro do gabinete durante o segundo mandato do presidente, a fim de dar-lhe experiência administrativa antes da corrida presidencial de 1960. Nixon, no entanto, acreditava que tal ação destruiria sua carreira política. Quando Eisenhower anunciou sua candidatura à reeleição em fevereiro de 1956, ele se esquivou de escolher seu vice-presidente, afirmando que era impróprio abordar essa questão até que conseguisse ser renomeado pelo partido. Embora nenhum republicano estivesse se opondo a Eisenhower, Nixon recebeu um número substancial de votos em branco contra o presidente nas eleições primárias de 1956 em Nova Hampshire. No final de abril, o presidente anunciou que Nixon seria novamente seu companheiro de chapa. Eisenhower e Nixon foram reeleitos por uma margem confortável na eleição de novembro de 1956, com 57% dos votos populares e 457 votos no Colégio Eleitoral.
Na primavera de 1957, Nixon empreendeu outra grande viagem ao exterior, desta vez para a África. Em seu retorno, ajudou a conduzir a Lei dos Direitos Civis de 1957 no Congresso. O projeto de lei foi enfraquecido no Senado, e os líderes de direitos civis estavam divididos sobre se Eisenhower deveria sancioná-lo. Nixon aconselhou o presidente a sancionar o projeto de lei, o que ele fez. Eisenhower sofreu um leve acidente vascular cerebral em novembro de 1957, e Nixon deu uma conferência de imprensa assegurando a nação que o gabinete estava funcionando bem como uma equipe durante a breve doença de Eisenhower.
Em abril de 1958, Richard e Pat embarcaram para uma viagem pela América do Sul. Em Montevidéu, Nixon visitou improvisadamente um campus universitário, onde fez perguntas aos estudantes sobre a política externa dos EUA. A viagem não teve intercorrências até Lima, onde Nixon foi recebido com manifestações estudantis. Nixon foi para o campus histórico da Universidade Nacional Maior de São Marcos, saiu de seu carro para enfrentar os alunos, e ali permaneceu até ser forçado de volta para o carro por uma salva de objetos jogados. No hotel, enfrentou outra multidão, e um manifestante cuspiu-lhe. Em Caracas, Nixon e Pat foram cuspidos por manifestantes antiamericanos e sua limusine foi atacada por uma multidão que usava tubos. De acordo com Ambrósio, a corajosa conduta de Nixon "fez com que até alguns de seus inimigos mais amargos lhe dessem algum respeito rancoroso".
Em julho de 1959, o presidente Eisenhower enviou Nixon à União Soviética para a abertura da Exposição Nacional Americana em Moscou. Em 24 de julho, ao visitar as exposições com o primeiro-ministro soviético Nikita Khrushchev, os dois pararam em um modelo de uma cozinha norte-americana e se envolveram em uma conversa improvisada sobre os méritos do capitalismo versus comunismo, no que ficou conhecido como o "Debate da Cozinha".

### Eleições de 1960 e 1962

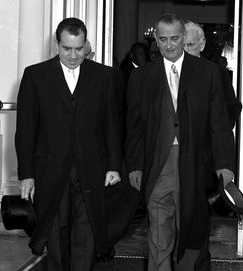
O vice-presidente cessante Nixon e o vice-presidente eleito Lyndon Johnson deixam a Casa Branca na manhã de 20 de janeiro de 1961 para o cerimonial de posse de John F. Kennedy.

Em 1960, Nixon lançou sua primeira campanha para Presidente dos Estados Unidos. Ele enfrentou pouca oposição nas primárias republicanas e escolheu Henry Cabot Lodge Jr., ex-Senador por Massachusetts, como seu candidato a Vice-presidente. Seu oponente democrata era John F. Kennedy, Senador por Massachusetts, e a eleição permaneceu próxima e incerta durante toda sua duração. Nixon fez campanha sobre sua experiência, mas Kennedy pediu sangue novo e alegou que o governo Eisenhower-Nixon permitiu que a União Soviética ultrapassasse os EUA em mísseis balísticos. Um novo meio político foi introduzido na campanha: debates presidenciais televisivos. No primeiro de quatro desses debates, Nixon apareceu pálido, em contraste com o fotogênico Kennedy. O desempenho de Nixon no debate televisivo foi considerado medíocre, embora muitas pessoas que ouviram pelo rádio pensaram que Nixon tinha ganhado. Nixon perdeu a eleição por pouco, com Kennedy à frente por apenas 112 827 votos (0,17%) no voto popular.
Houve denúncias de fraudes de votos no Texas e em Illinois, ambos estados vencidos por Kennedy; Nixon se recusou a contestar a eleição, sentindo que uma longa controvérsia iria diminuir os Estados Unidos aos olhos do mundo, e a incerteza prejudicaria os interesses do país. No final de seu mandato como vice-presidente em janeiro de 1961, Nixon e sua família retornaram à Califórnia, onde ele exerceu advocacia e escreveu um best-seller, Six Crises, que incluía a cobertura do caso Hiss, o ataque cardíaco de Eisenhower e a crise relacionada a seu fundo político que enfrentou na campanha de 1952.

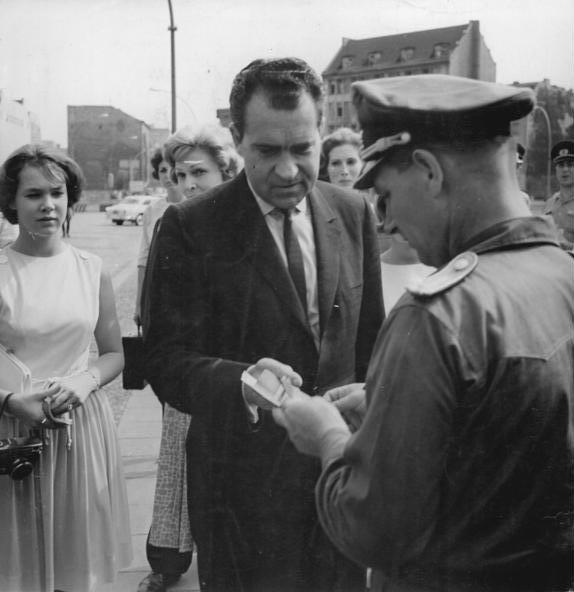
Nixon mostra seus papéis a um oficial do leste da Alemanha para atravessar os setores da cidade dividida de Berlim, em 1963.

Líderes republicanos locais e nacionais encorajaram Nixon a desafiar Pat Brown, Governador da Califórnia, na eleição de 1962. Apesar da relutância inicial, Nixon entrou na disputa. A campanha foi marcada pela suspeita pública de que Nixon considerava o cargo apenas como um trampolim para uma outra candidatura presidencial, certa oposição da extrema-direita do partido, e sua própria falta de interesse em ser Governador da Califórnia. Nixon esperava que uma campanha bem-sucedida confirmasse seu status como o principal político republicano ativo da nação e assegurasse sua posição como um importante ator na política nacional. Em vez disso, perdeu para Brown por mais de 5%, e a derrota foi amplamente acreditada como sendo o fim de sua carreira política. Em um discurso de derrota improvisado na manhã seguinte da eleição, Nixon culpou a mídia por favorecer seu oponente, dizendo: "Vocês não terão mais Nixon para chutar porque, senhores, esta é a minha última coletiva de imprensa". A derrota na Califórnia foi destacada em um episódio de um programa da ABC de 11 de novembro de 1962, intitulado de "O Obituário Político de Richard M. Nixon". Alger Hiss apareceu no programa, e muitos membros do público queixaram-se que era impróprio permitir que um criminoso condenado atacasse um ex-Vice-presidente na televisão. O furor ajudou a tirar o programa do ar, e a simpatia pública por Nixon aumentou.

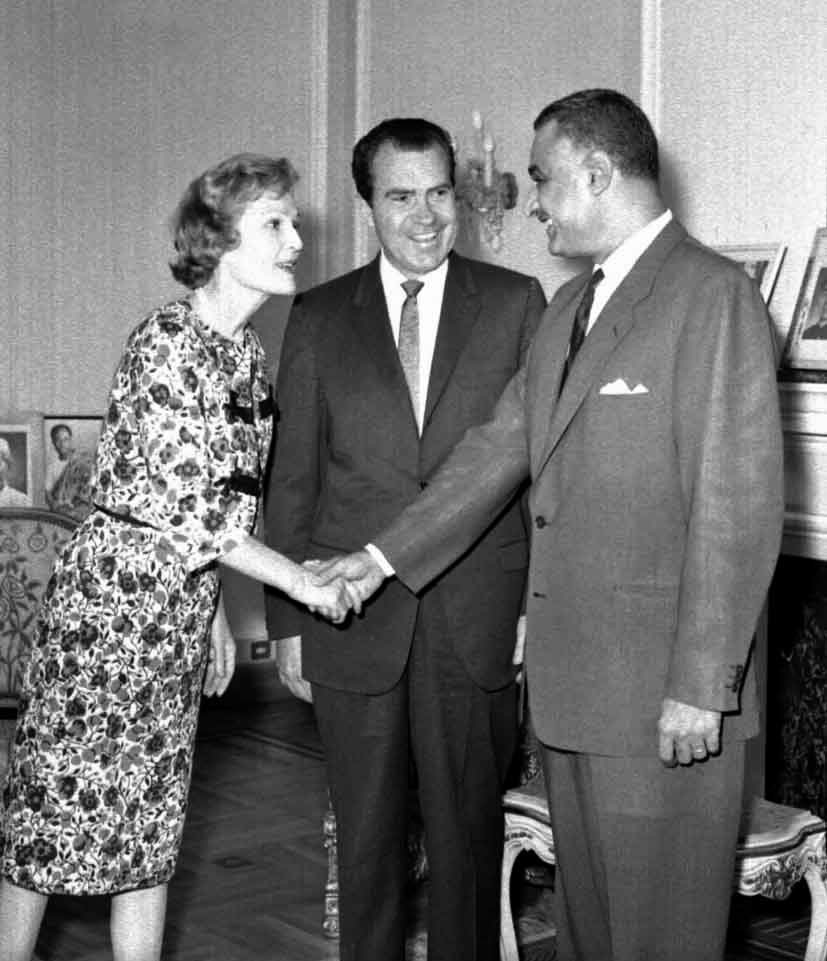
Nixon e Pat recebidos pelo presidente egípcio Gamal Abdel Nasser no Cairo, em 1963

A família Nixon viajou para a Europa em 1963, onde Nixon deu coletivas de imprensa e se reuniu com líderes dos países que visitou. A família mudou-se para a cidade de Nova Iorque, onde Nixon se tornou um sócio sênior no preeminente escritório de advocacia Nixon, Mudge, Rose, Guthrie & Alexander. Nixon prometeu, ao anunciar sua campanha na Califórnia, não concorrer à presidência em 1964; mesmo que não concorresse, Nixon acreditava que seria difícil derrotar Kennedy, ou após seu assassinato, o sucessor de Kennedy, Lyndon Johnson. Em 1964, apoiou o Senador Barry Goldwater, do Arizona, para a indicação republicana à Presidência; quando Goldwater obteve sucesso em receber a nomeação, Nixon foi selecionado para apresentar o candidato à convenção. Embora pensasse que Goldwater não ganharia, Nixon fez campanha para ele com lealdade. A eleição foi um desastre para os republicanos; a derrota esmagadora de Goldwater para Johnson foi acompanhada por grandes perdas para o partido no Congresso e entre os governadores estaduais.
Nixon foi um dos poucos líderes republicanos a não serem culpados pelos resultados desastrosos, e nas eleições de meio de mandato de 1966 fez campanha para muitos candidatos derrotados em 1964, recebendo crédito por ajudar os republicanos a terem grandes ganhos naquelas eleições.

## Eleição presidencial de 1968

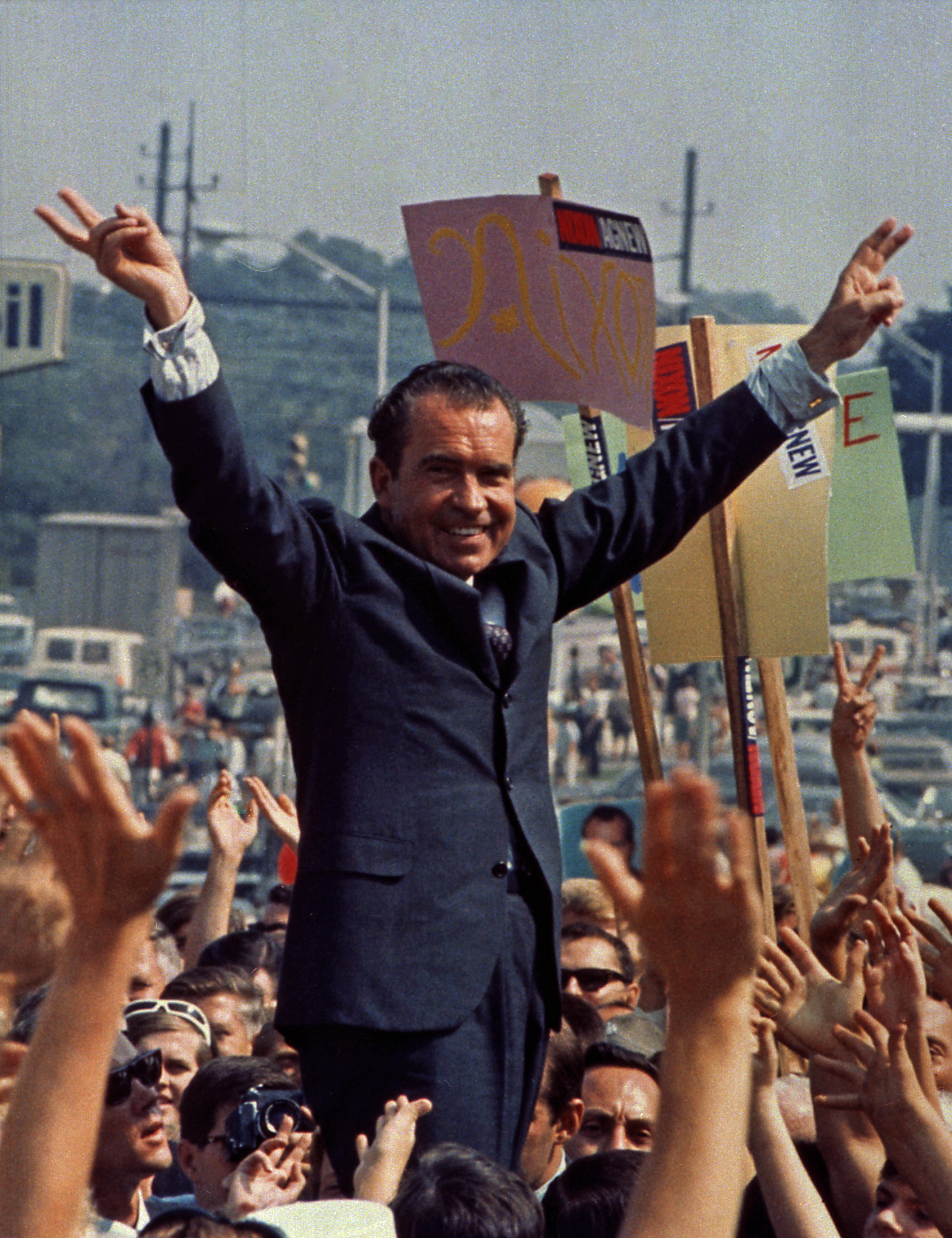
Nixon faz o "V da vitória", sua marca registrada, durante campanha em Paoli, Pensilvânia, em julho de 1968.

No final de 1967, Nixon disse a sua família que planejava concorrer à Presidência pela segunda vez. Embora Pat nem sempre gostasse da vida pública (por exemplo, Pat ficou envergonhada com a necessidade de revelar o pouco que a família possuía durante o Checkers speech), ela apoiava as ambições do marido. Nixon acreditava que com os democratas desgastados com a questão da Guerra do Vietnã, um republicano tinha uma boa chance de ganhar, embora esperasse que a eleição fosse tão acirrada quanto em 1960.
Uma das temporadas de eleições primárias mais tumultuadas desde sempre começou quando a Ofensiva do Tet foi lançada, seguida pela desistência do Presidente Jonhson de concorrer a um novo mandato depois de sua inesperada má performance na primária de Nova Hampshire; a primária democrata terminou com o assassinato de um dos candidatos do partido, o Senador Robert F. Kennedy, momentos depois de sua vitória na primária da Califórnia. No lado republicano, a principal oposição a Nixon partiu do Governador de Michigan, George Romney, embora o Governador de Nova Iorque, Nelson Rockefeller, e o Governador Ronald Reagan, da Califórnia, esperassem ser nomeados se nenhum outro candidato atingisse a maioria dos delegados. Nixon garantiu a nomeação na primeira votação. Ele escolheu o Governador de Maryland, Spiro Agnew, como seu companheiro de chapa, uma escolha que Nixon acreditava que iria unir o partido, apelando tanto para os moderados do norte quanto para os sulistas descontentes com os democratas.

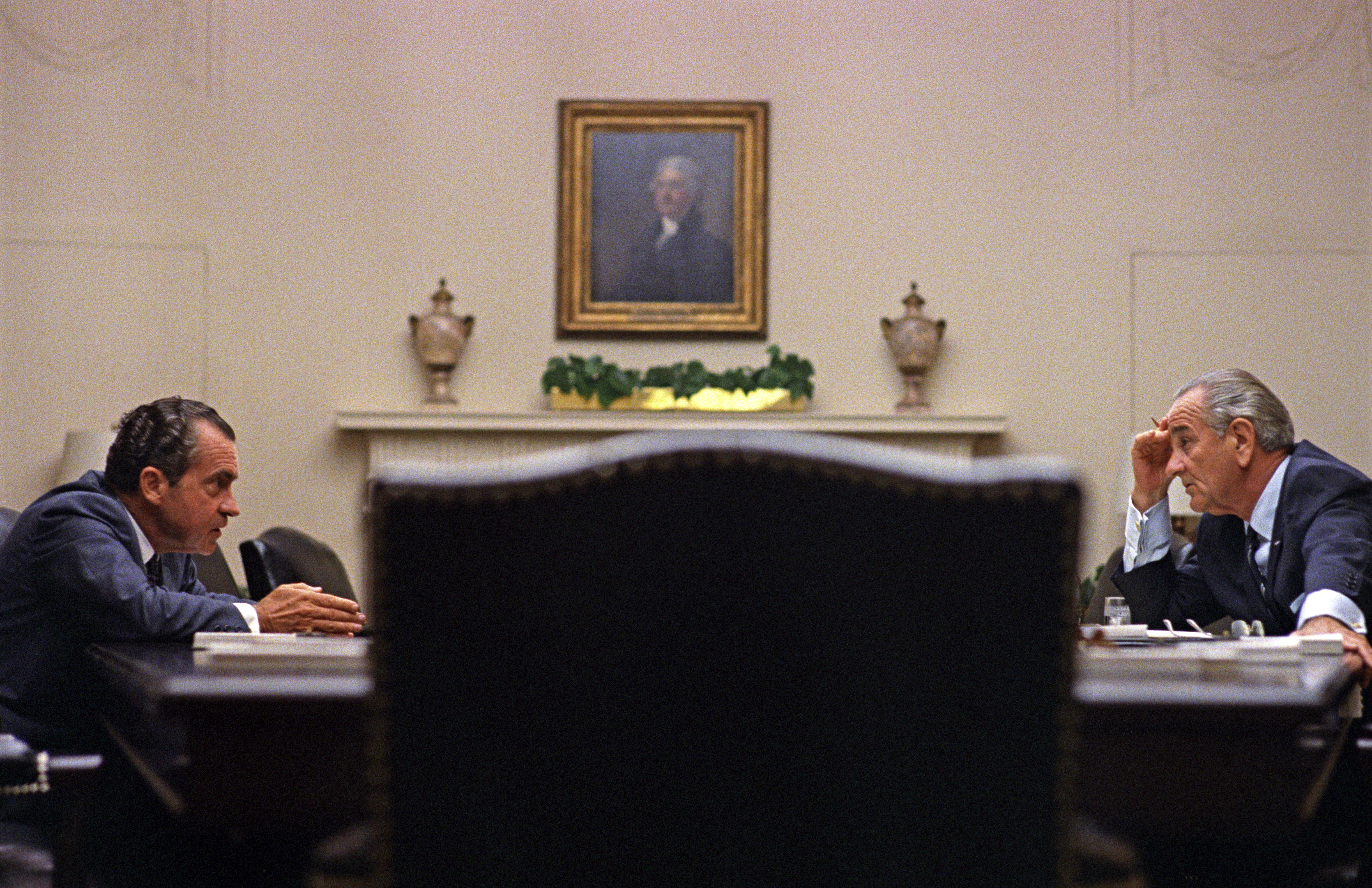
O candidato Nixon encontra-se com o presidente Johnson na Casa Branca pouco antes da convenção republicana.

O adversário democrata de Nixon nas eleições gerais foi o Vice-presidente Hubert Humphrey, antigo Senador por Minnesota, que foi nomeado em uma convenção marcada por protestos violentos. Ao longo da campanha, Nixon retratou-se como uma figura de estabilidade durante um período de agitação nacional e turbulência. Ele apelou para o que mais tarde chamou de "maioria silenciosa" de americanos socialmente conservadores que não gostavam da contracultura hippie e dos manifestantes antiguerra. Agnew se tornou um crítico cada vez mais vocal desses grupos, solidificando a posição de Nixon com a direita.
Nixon empreendeu uma campanha publicitária de televisão proeminente, encontrando-se com seus apoiadores na frente das câmeras. Ele ressaltou que a taxa de criminalidade era muito alta, e atacou o que considerou como uma rendição, feita pelos democratas, da superioridade nuclear do país. Nixon prometeu "paz com honra" na Guerra do Vietnã e proclamou que "a nova liderança terminará a guerra e ganhará a paz no Pacífico". Por não ter divulgado detalhes de como esperava terminar a guerra, a mídia especulou que ele deveria ter um "plano secreto". Seu slogan "Nixon é o único" (Nixon's the One) provou ser eficaz.
Os negociadores de Johnson esperavam alcançar uma trégua no Vietnã antes da eleição. Nixon recebeu uma astuta análise sobre tais conversas de Henry Kissinger, o então consultor do negociador norte-americano Averell Harriman, e sua campanha estava em contato regular com Anna Chennault (em uma reunião de julho de 1968 no apartamento de Nixon em Nova Iorque com o embaixador sul vietnamita Bùi Diễm, Kissinger havia sido informado que Chennault representaria Nixon durante a campanha). Chennault aconselhou o presidente sul-vietnamita Nguyễn Văn Thiệu a não ir a Paris para participar das negociações, sugerindo que Nixon lhe daria um acordo melhor se fosse eleito. Johnson estava ciente do que estava acontecendo, já que tanto Chennault quanto o embaixador sul-vietnamita em Washington tinham sido grampeados, e ficou furioso com o que considerava uma tentativa de Nixon de minar a política externa dos EUA. Em 31 de outubro, sem um acordo, Johnson anunciou uma parada unilateral dos bombardeios e que as negociações de paz começariam em Paris em 6 de novembro, um dia após a eleição. Em 2 de novembro, depois de falar com Chennault novamente, Thieu afirmou que não iria para Paris. Johnson telefonou para Nixon, que negou qualquer envolvimento; o Presidente não acreditou nele. Johnson sentiu que não podia mencionar publicamente o envolvimento de Chennault, descoberto graças a escutas telefônicas, mas repassou a Humphrey, que optou por não usar a informação.
Numa disputa entre Nixon, Humphrey e George Wallace, ex-Governador do Alabama, Nixon derrotou Humphrey por quase 500 000 votos (sete décimos de ponto percentual), com 301 votos eleitorais contra 191 para Humphrey e 46 para Wallace. Em seu discurso de vitória, Nixon prometeu que seu governo tentaria reunir a nação dividida. Nixon disse: "Recebi uma mensagem muito graciosa do Vice-presidente, felicitando-me por ter vencido a eleição. Eu felicitei-o pela sua audaz e corajosa luta contra as grandes diferenças. Eu também disse-lhe que sei exatamente como ele se sentia. Eu sei qual é a sensação de perder por pouco".

## Presidência

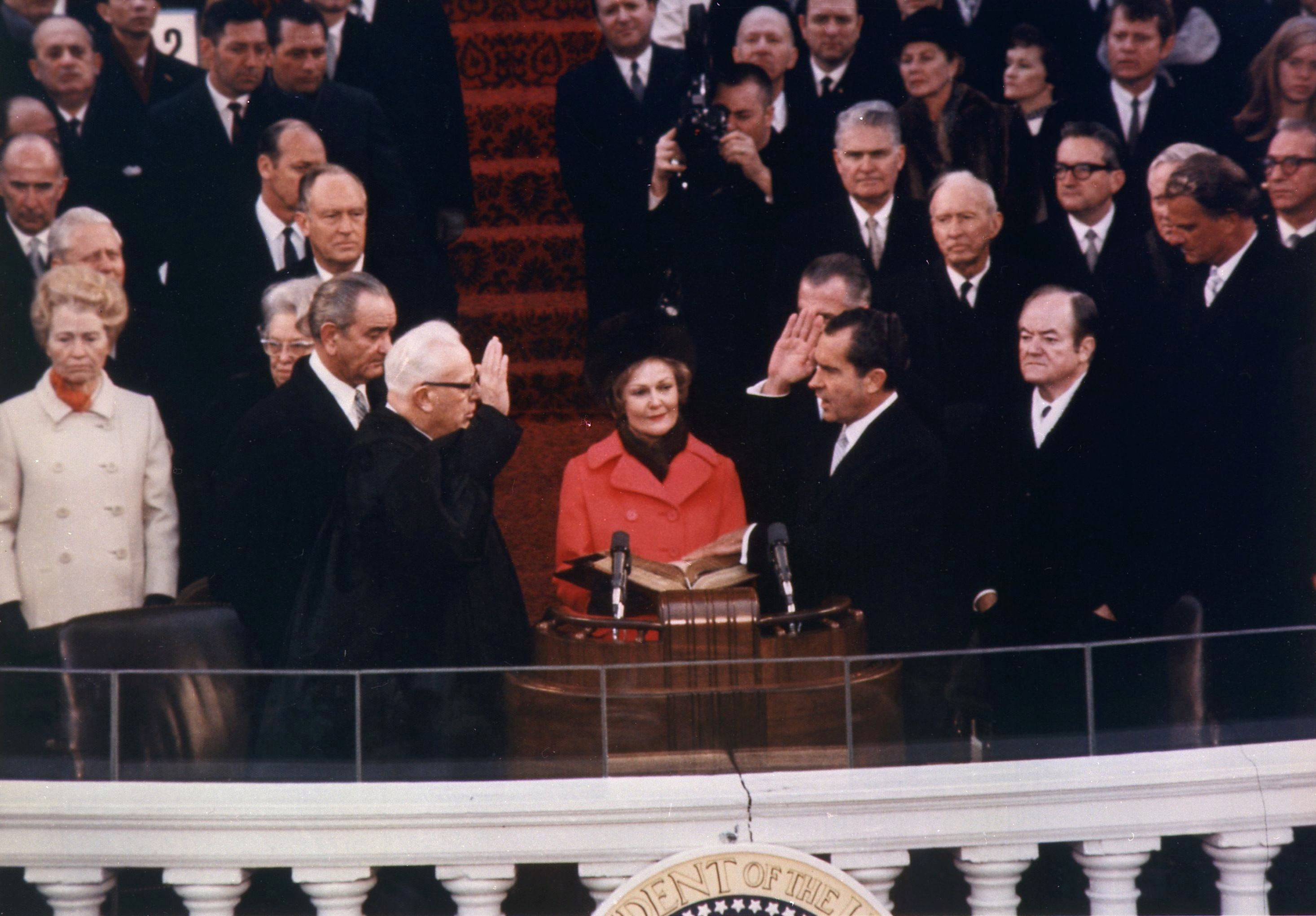
Nixon é empossado o 37.º presidente dos EUA por Earl Warren, chefe de Justiça da Suprema Corte, em 20 de janeiro de 1969.

Nixon foi empossado Presidente em 20 de janeiro de 1969, e o seu antigo rival político, Earl Warren, conduziu o juramento de posse. Pat Nixon manteve as Bíblias da família abertas em Isaías 2:4, que diz: "Eles transformarão as espadas em arados e as suas lanças em foices". Em seu discurso, que recebeu críticas quase uniformemente positivas, Nixon observou que "a maior honra que a história pode conceder é o título de pacificador" — uma frase que mais tarde seria colocada em sua lápide. O novo Presidente falou sobre transformar a política partidária em uma nova era de unidade:
Nestes anos difíceis, a América sofreu com uma febre de palavras; da retórica inflada que promete mais do que pode entregar; da retórica furiosa que fãs destilam em forma de ódio; da retórica bombástica que tem mais atitude que poder de persuasão. Não podemos aprender uns com os outros até que paremos de gritar um para o outro, até que falemos baixo o suficiente para que nossas palavras possam ser ouvidas, assim como nossas vozes.

### Política externa

#### China

Mao Tsé-Tung cumprimentando Nixon, durante a visita deste a China, em 29 de fevereiro de 1972.

Nixon lançou as bases para sua abertura à China mesmo antes de se tornar Presidente, escrevendo para a Foreign Affairs um ano antes de sua eleição: "Não há lugar neste pequeno planeta para um bilhão das potencialmente mais capazes pessoas viver em furioso isolamento". Henry Kissinger, seu Conselheiro de Segurança Nacional e futuro Secretário de Estado, ajudou-lhe nesta empreitada e trabalhou direto com o Presidente, ignorando outros membros do Gabinete. Com as relações entre a União Soviética e a China em seu ponto mais baixo — o conflito fronteiriço sino-soviético ocorreu logo no primeiro ano de mandato de Nixon — o Presidente enviou privadamente aos chineses o recado de que ele desejava ter relações mais próximas com o país. Um avanço veio no início de 1971, quando o Presidente Mao convidou uma equipe de jogadores de tênis de mesa norte-americanos para visitar a China e jogar contra os principais jogadores chineses. Nixon continuou enviando Kissinger à China para reuniões clandestinas com autoridades chinesas. Em 15 de julho de 1971, foi simultaneamente anunciado por Pequim e por Nixon (na televisão e rádio) que o Presidente visitaria a China no mês de fevereiro seguinte. Os anúncios impressionaram o mundo. O segredo permitiu a ambos os grupos terem tempo para preparar o clima político em seus países para o contato.

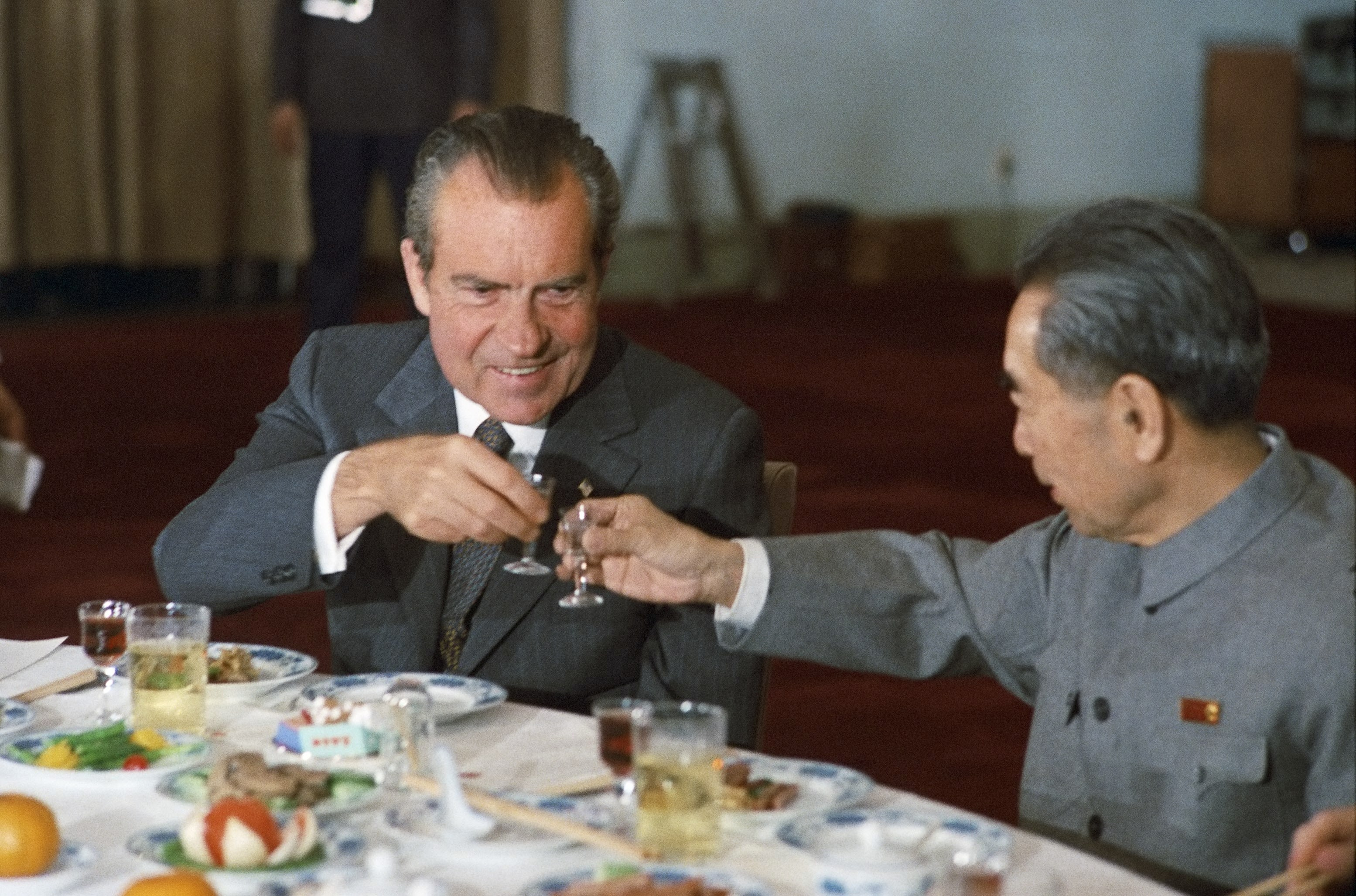
Nixon brinda com o primeiro-ministro chinês Zhou Enlai durante sua visita ao país, em 1972.

Em fevereiro de 1972, Nixon e Pat viajaram para a China. Durante a preparação, Kissinger informou-lhe por mais de 40 horas. Ao chegarem, os Nixon cumprimentaram o Premiê Zhou Enlai, a quem o presidente fez questão de apertar a mão, algo que o Secretário John Foster Dulles se recusou a fazer em 1954, quando os dois se encontraram em Genebra. Mais de 100 jornalistas de televisão acompanharam o Presidente. Por ordens de Nixon, a televisão era fortemente favorecida em relação às publicações impressas, já que achava que o meio capturaria a visita muito melhor. Isto também deu a ele a oportunidade de afrontar os jornalistas da imprensa que desprezava.
Nixon e Kissinger se encontraram por uma hora com Mao e Zhou na residência privada oficial de Mao, onde discutiram uma série de questões. Mao disse mais tarde a seu doutor que tinha ficado impressionado por Nixon, a quem considerou direto, ao contrário dos esquerdistas e dos soviéticos. Ele disse que suspeitava de Kissinger, embora o Conselheiro de Segurança Nacional tenha se referido a este encontro como seu "encontro com a história". Um banquete formal dando boas-vindas à comitiva presidencial foi dado naquela noite no Grande Salão do Povo. No dia seguinte, Nixon encontrou-se com Zhou; o comunicado conjunto subsequente a este encontro reconheceu Taiwan como parte da China e aguardou com expectativa uma solução pacífica para o problema da reunificação. Quando não estava em reuniões, Nixon visitou maravilhas arquitetônicas, incluindo a Cidade Proibida, Tumbas da dinastia Ming e a Grande Muralha. Os norte-americanos tiveram o primeiro vislumbre da vida chinesa através das câmeras que acompanharam Pat Nixon, que fez um tour pela cidade de Pequim e visitou comunas, escolas, fábricas e hospitais. A visita dos Nixon inaugurou uma nova era nas relações sino-americanas. Temendo a possibilidade de uma aliança sino-americana, a União Soviética cedeu à pressão para a détente com os Estados Unidos.

#### Guerra do Vietnã

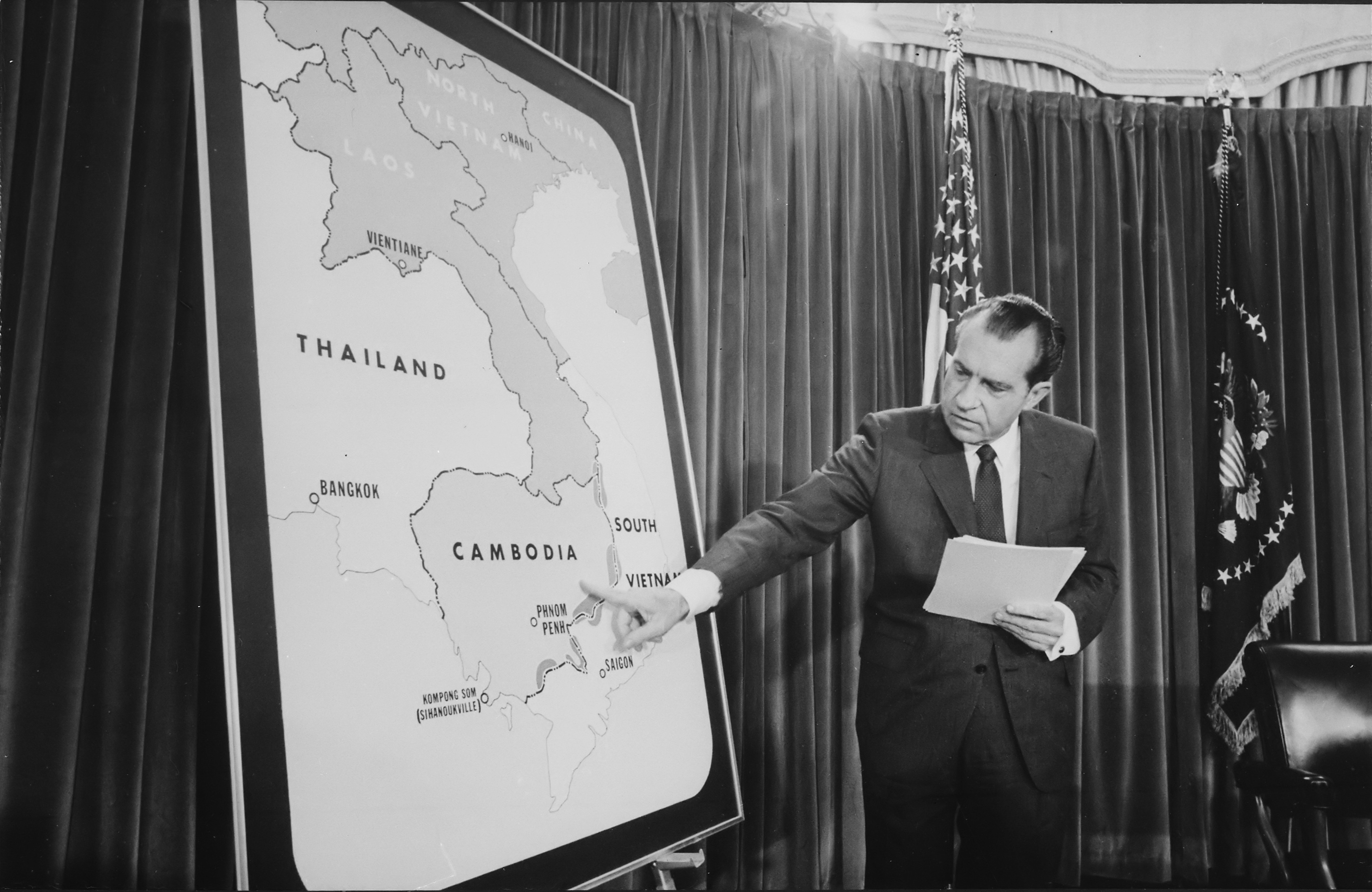
Nixon discursando para a nação sobre a Campanha do Camboja.

Quando Nixon assumiu o cargo, cerca de 300 soldados norte-americanos estavam morrendo a cada semana no Vietnã, e a guerra era amplamente impopular nos Estados Unidos, incluindo a ocorrência de protestos violentos. O governo anterior, de Lyndon Johnson, concordou em suspender os bombardeios em troca de negociações sem condições prévias, mas esse acordo nunca entrou em vigor. De acordo com Walter Isaacson, logo após ser empossado na presidência, Nixon tinha concluído que a Guerra do Vietnã não poderia ser ganha e estava determinado a terminá-la rapidamente. Ele procurou um acordo que permitisse a retirada das forças de seu país, e que deixasse o Vietnã do Sul seguro contra-ataques.
Em março de 1969, Nixon aprovou uma campanha secreta de bombardeios contra posições de norte-vietnamitas e seus aliados Khmer Vermelhos (este esforço recebeu o codinome de Operação Menu), uma política iniciada por Johnson. Em meados de 1969, Nixon iniciou esforços para negociar a paz com o Vietnã do Norte, enviando uma carta pessoal aos líderes norte-vietnamitas, e as negociações de paz começaram em Paris. As negociações iniciais, no entanto, não resultaram num acordo. Em maio de 1969, Nixon propôs publicamente retirar todas as tropas de seu país do Vietnã do Sul desde que o Vietnã do Norte também o fizesse, além do Vietnã do Sul realizar eleições, com a participação da Frente Nacional para a Libertação do Vietname, supervisionadas internacionalmente.

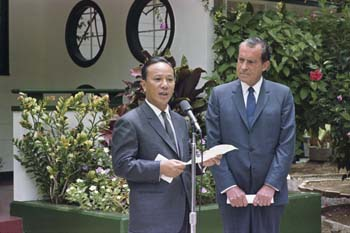
Nixon e Nguyễn Văn Thiệu, presidente do Vietnã do Sul, em junho de 1969.

Em julho de 1969, Nixon visitou o Vietnã do Sul, onde se encontrou com seus comandantes militares e o Presidente Nguyễn Văn Thiệu. Em meio a protestos internos exigindo uma retirada imediata, Nixon implementou uma estratégia de substituir as tropas norte-americanas por tropas vietnamitas, o que ficou conhecido como "vietnamização". Ele logo instituiu retiradas progressivas das tropas dos EUA, mas autorizou incursões no Laos, em parte para interromper a trilha Ho Chi Minh, usada para abastecer as forças vietnamitas do Norte, que passou por Laos e Camboja. Nixon anunciou uma invasão terrestre do Camboja para o público norte-americano em 30 de abril de 1970. Suas respostas aos manifestantes incluíram uma reunião improvisada, feita de manhã cedo no Memorial Lincoln em 9 de maio de 1970. Sua promessa de campanha de encurtar a guerra, contrastada com o bombardeio escalado, gerou alegações de que o presidente teve uma "lacuna de credibilidade" sobre a questão. Estima-se que entre 50 e 150 mil pessoas foram mortas durante o bombardeio do Camboja entre 1970 e 1973.
Em 1971, excertos dos "Papéis do Pentágono", que tinham sido vazados por Daniel Ellsberg, foram publicados pelo The New York Times e The Washington Post. Quando a notícia do vazamento apareceu pela primeira vez, Nixon estava inclinado a não fazer nada; os papéis, uma história sobre o envolvimento dos Estados Unidos no Vietnã, diziam respeito principalmente às mentiras de governos anteriores e continham poucas revelações reais. Entretanto, Kissinger o persuadiu dizendo que os documentos eram mais prejudiciais do que aparentavam, e o Presidente tentou evitar a publicação. A Suprema Corte, por fim, chegou a uma conclusão que favoreceu os jornais.
Na medida que as retiradas de tropas norte-americanas prosseguiram, o serviço militar obrigatório foi reduzido e em 1973 terminou; as forças armadas tornaram-se todas voluntárias. Depois de anos de luta, os Acordos de Paz de Paris foram assinados no início de 1973. O acordo implementou um cessar-fogo e permitiu a retirada das tropas norte-americanas remanescentes; entretanto, não exigiu que os 160 000 soldados do Exército do Vietnã do Norte localizados no Sul se retirassem. Uma vez que o apoio norte-americano ao combate terminou, houve uma breve trégua, antes de os conflitos irromperem novamente, desta vez sem o envolvimento dos EUA. O Vietnã do Norte conquistou o Vietnã do Sul em 1975.

#### Política para a América Latina

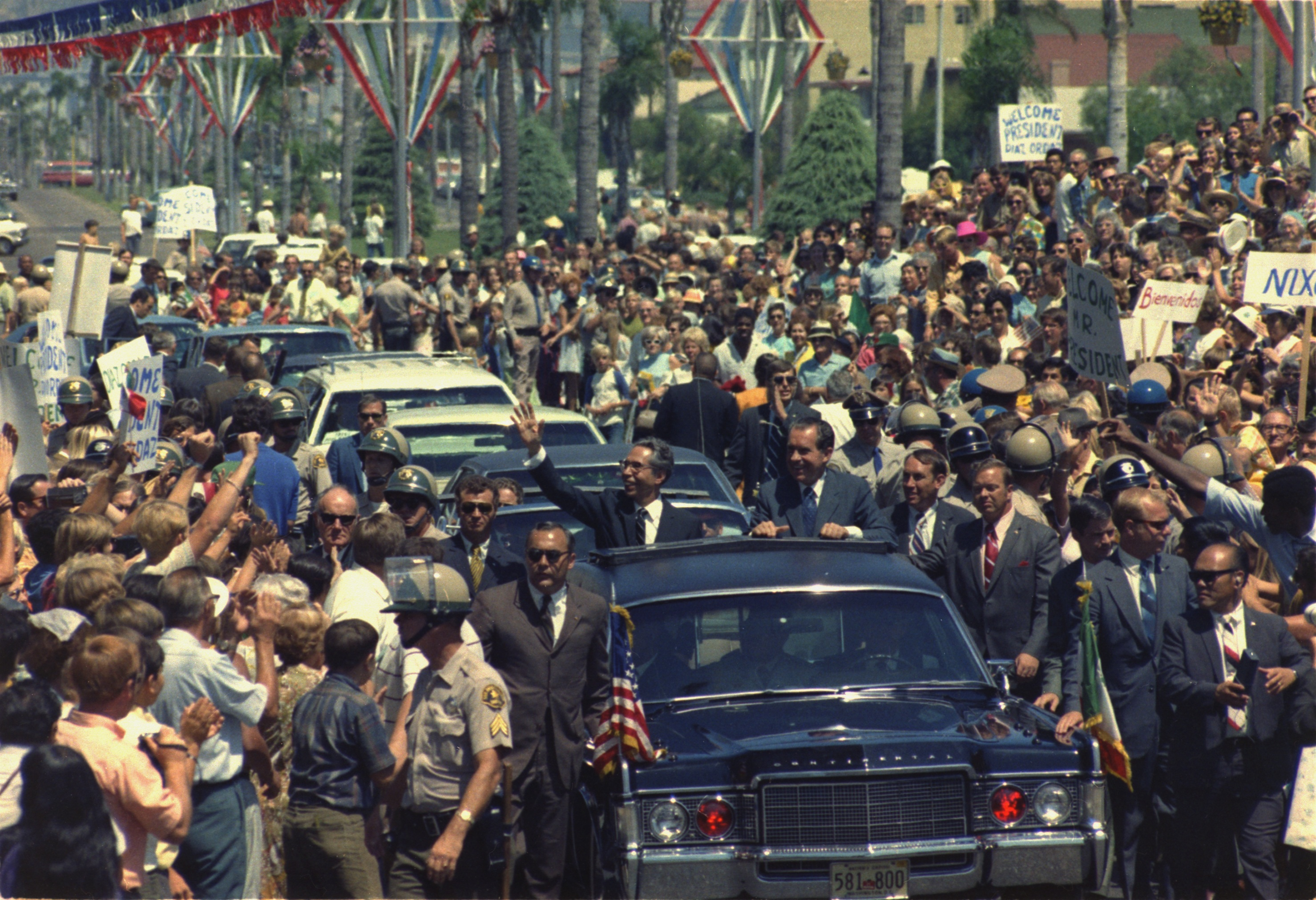
Nixon e o presidente mexicano, Gustavo Díaz Ordaz, acenam em uma comitiva presidencial em San Diego, Califórnia, em setembro de 1970.

Nixon tinha sido um firme defensor de Kennedy na Invasão da Baía dos Porcos e na Crise dos mísseis de Cuba; ao assumir o cargo, intensificou operações secretas contra Cuba e seu Presidente Fidel Castro. Ele manteve relações próximas com a comunidade exilada cubano-americana através de um amigo, Bebe Rebozo, que muitas vezes sugeriu maneiras de irritar Castro. Essas atividades envolveram os soviéticos e cubanos, que temiam que Nixon pudesse atacar Cuba e romper o entendimento entre Kennedy e Khrushchev, que havia terminado com a crise dos mísseis. Em agosto de 1970, os soviéticos pediram a Nixon para reafirmar o entendimento; apesar de sua linha dura contra Castro, Nixon concordou. O processo ainda não havia sido concluído quando os soviéticos começaram a expandir sua base no porto de Cienfuegos, em outubro de 1970. Um pequeno confronto se seguiu, que foi concluído com um entendimento de que os soviéticos não usariam Cienfuegos para sustentar submarinos com mísseis balísticos. A última rodada de notas diplomáticas, reafirmando o acordo de 1962, foi trocada em novembro.
A eleição do candidato marxista Salvador Allende como Presidente do Chile em setembro de 1970 estimulou Nixon e Kissinger a prosseguirem uma vigorosa campanha de resistência secreta a Allende, primeiro designada para convencer o Congresso chileno a confirmar Jorge Alessandri como o vencedor da eleição e, em seguida, mensagens para os oficiais militares em apoio a um golpe. Outros apoios incluíram greves organizadas contra Allende e financiamento para adversários de Allende. Foi até alegado que "Nixon autorizou pessoalmente" US$ 700 000 em fundos secretos para produzir mensagens antiAllende em um importante jornal chileno. Após um prolongado período de agitação social, política e econômica, o general Augusto Pinochet assumiu o poder em um violento golpe de Estado em 11 de setembro de 1973; entre os mortos estava Allende.

#### União Soviética

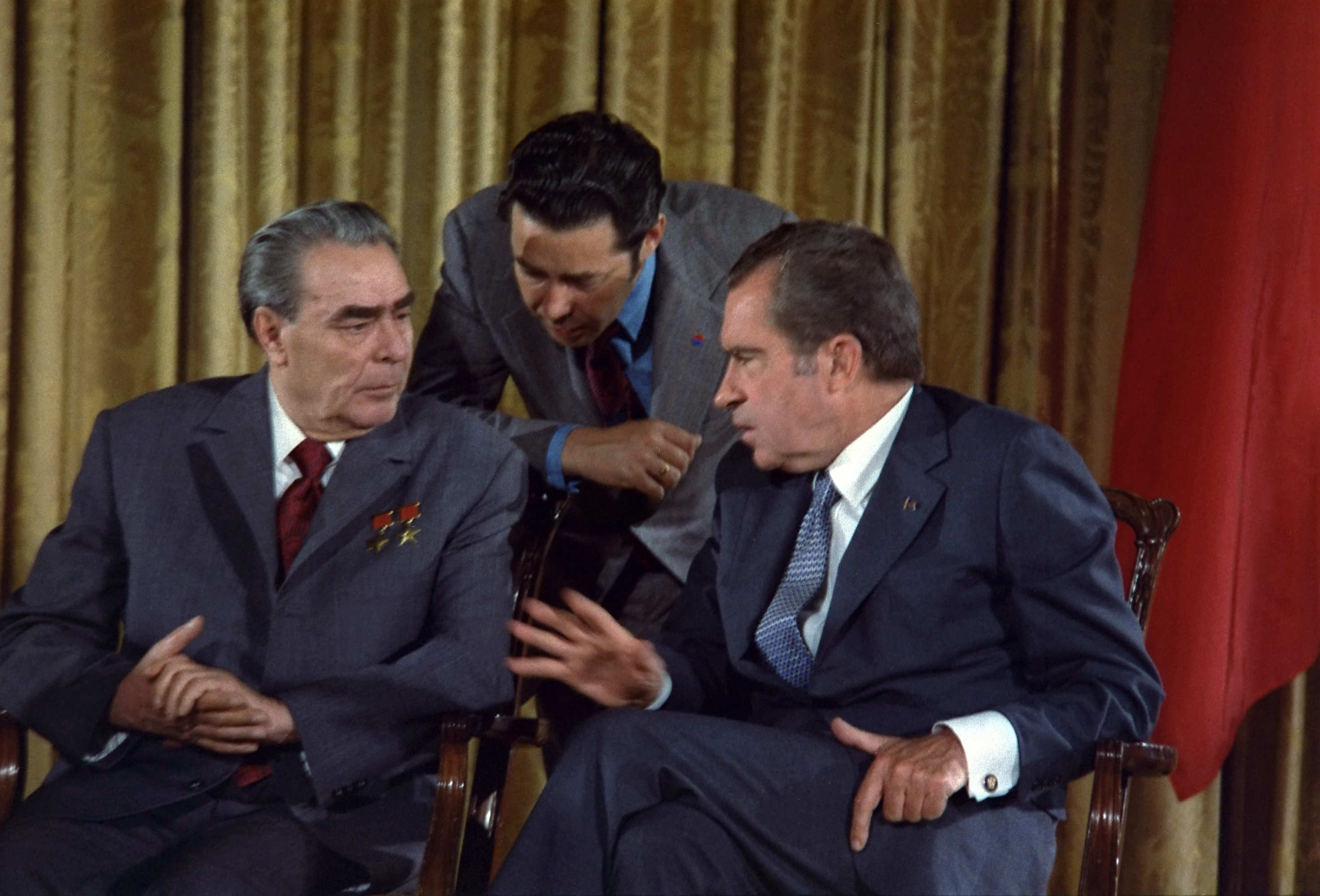
Nixon encontra-se com Brezhnev durante a viagem do líder soviético aos Estados Unidos em 1973.

Nixon usou o melhor ambiente internacional para abordar o tema da paz nuclear. Após o anúncio da sua visita à China, o governo Nixon concluiu as negociações para que ele visitasse a União Soviética. O Presidente e a Primeira-dama chegaram a Moscou em 22 de maio de 1972 e encontraram-se com Leonid Brezhnev, Secretário-geral do Comité Central do Partido Comunista; Alexei Kosygin, o Presidente do Conselho de Ministros; e Nikolai Podgorny, o Chefe de Estado, entre outros dirigentes soviéticos.
Nixon engajou-se em intensas negociações com Brezhnev. Fora da cúpula vieram acordos para aumentar o comércio e dois acordos históricos de controle de armas: SALT I, o primeiro pacto de limitação abrangente assinado pelas duas superpotências, e o Tratado AntiMíssil Balístico, que proibiu o desenvolvimento de sistemas destinados a interceptar mísseis de entrada. Nixon e Brezhnev proclamaram uma nova era de "coexistência pacífica". Um banquete foi realizado naquela noite no Kremlin.
Buscando promover melhores relações com os Estados Unidos, tanto a China como a União Soviética reduziram seu apoio diplomático ao Vietnã do Norte e aconselharam Hanói a chegar a um acordo militar. Mais tarde, Nixon descreveu sua estratégia:
Há muito tempo acreditava que um elemento indispensável de qualquer iniciativa de paz bem-sucedida no Vietnã era alistar, se possível, a ajuda dos soviéticos e dos chineses. Embora a aproximação com a China e a détente com a União Soviética fossem fins em si, eu também os considerava meios possíveis para apressar o fim da guerra. Na pior das hipóteses, Hanoi sentiria menos confiança se Washington estivesse lidando com Moscou e Pequim. Na melhor das hipóteses, se as duas grandes potências comunistas decidissem que tinham peixes maiores para fritar, Hanoi seria pressionada a negociar um acordo que pudéssemos aceitar.
Tendo feito progressos consideráveis nos dois anos anteriores nas relações entre os EUA e a União Soviética, Nixon embarcou numa segunda viagem à União Soviética em 1974. Ele chegou a Moscou no dia 27 de junho para uma cerimônia de boas-vindas e um jantar de estado no Grande Palácio do Kremlin naquela noite. Nixon e Brezhnev encontraram-se em Yalta, onde discutiram um pacto de defesa mútua que foi proposto, a détente, e os MIRVs. Enquanto pensava em propor um tratado abrangente de proibição de testes nucleares, Nixon sentiu que não teria tempo como Presidente para completá-lo. Não houve avanços significativos nessas negociações.

#### Política para o Oriente Médio

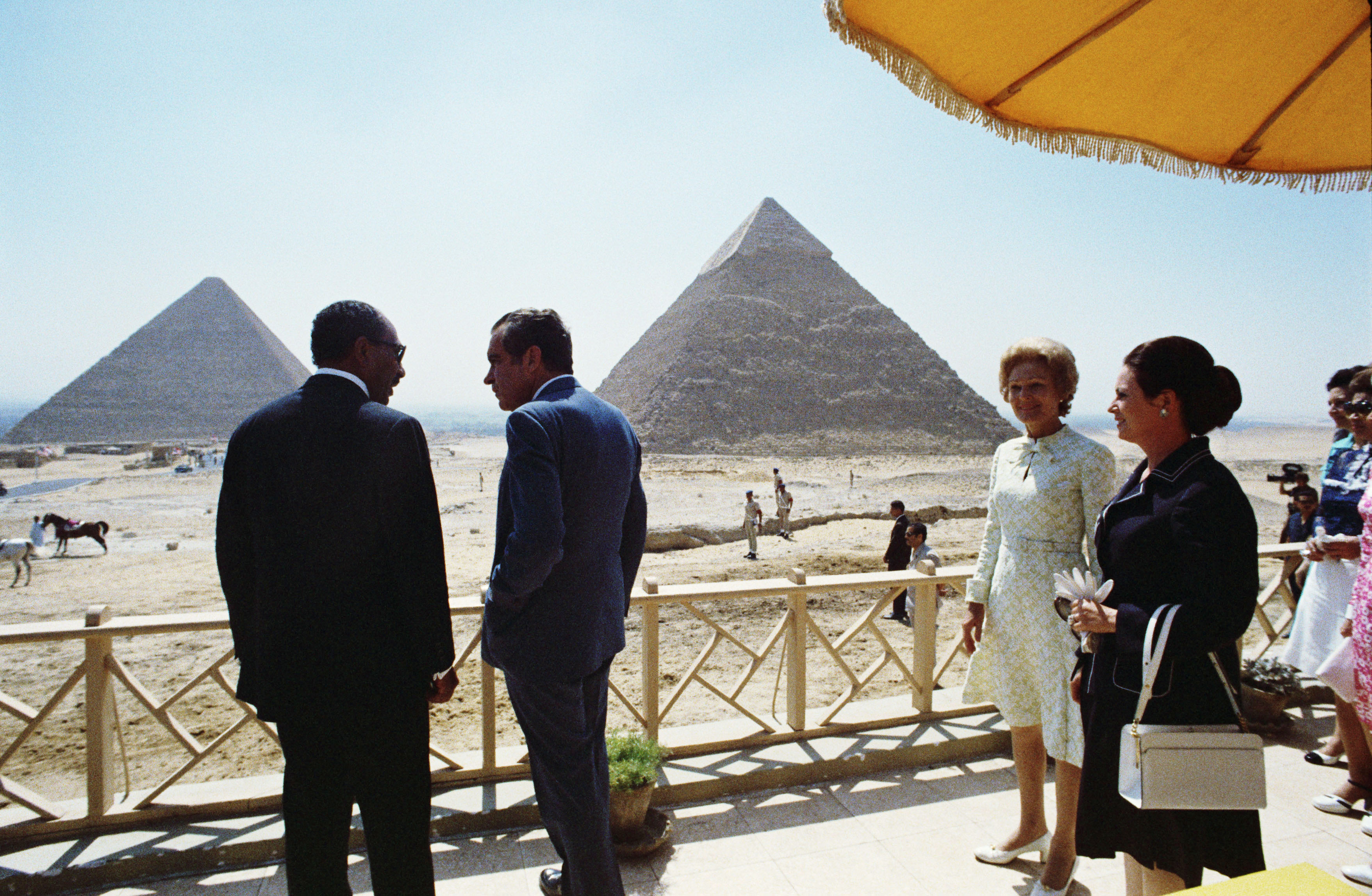
Nixon encontra-se com o presidente Anwar Sadat, do Egito, em junho de 1974, com as pirâmides ao fundo.

Como parte da Doutrina Nixon em que os EUA evitariam a ajuda direta de combate aos aliados sempre que possível, em vez de lhes dar assistência para se defenderem, o país aumentou muito as vendas de armas para o Oriente Médio — particularmente Israel, Irã e Arábia Saudita — durante o governo Nixon. Seu governo apoiou fortemente Israel, um aliado norte-americano na região, mas o apoio não foi incondicional. Nixon acreditava que Israel deveria fazer a paz com seus vizinhos árabes e que os Estados Unidos deveriam encorajá-la. O presidente acreditava que — exceto durante a crise de Suez — os Estados Unidos haviam falhado em intervir com Israel e deveriam usar a alavancagem da grande ajuda militar dos EUA a Israel para estimular as partes na mesa de negociações. No entanto, o conflito árabe-israelense não foi um foco importante da atenção de Nixon durante seu primeiro mandato — ele sentiu que não importava o que fizesse, os judeus norte-americanos se oporiam a sua reeleição.
Em 6 de outubro de 1973, uma coalizão árabe liderada pelo Egito e pela Síria, apoiada com toneladas de armas e material pela União Soviética, atacou Israel no que ficou conhecido como Guerra do Yom Kippur. Israel sofreu grandes perdas e Nixon ordenou um transporte aéreo para reabastecer as perdas israelenses, cortando disputas interdepartamentais e burocracia e assumindo a responsabilidade pessoal por qualquer resposta por parte das nações árabes. Mais de uma semana depois, quando os Estados Unidos e a União Soviética começaram a negociar uma trégua, Israel havia penetrado profundamente no território inimigo. As negociações para uma trégua rapidamente se transformaram em uma crise entre as superpotências; quando Israel ganhou vantagem, o Presidente egípcio Sadat pediu uma missão de paz conjunta dos EUA e da URSS, que os EUA recusaram. Quando o Primeiro-ministro soviético Brezhnev ameaçou unilateralmente fazer cumprir militarmente qualquer missão de manutenção da paz, Nixon ordenou ao exército dos EUA que ativasse a DEFCON nível 3, colocando todos os militares e bases de seu país em alerta para uma guerra nuclear. Isto foi o mais próximo do que o mundo tinha chegado a uma guerra nuclear desde a crise dos mísseis cubanos. Brezhnev recuou como resultado das ações de Nixon.
Uma vez que a vitória de Israel ocorreu em grande parte graças ao apoio dos EUA, as nações árabes da Organização dos Países Exportadores de Petróleo retaliaram se recusando a vender petróleo bruto aos EUA, resultado em uma crise de petróleo em 1973. O embargo causou escassez de gasolina e racionamento nos Estados Unidos no final de 1973 e acabou sendo finalizado pelas nações produtoras de petróleo à medida que a paz no Oriente Médio se impôs.
Após a guerra, e sob a presidência de Nixon, os Estados Unidos restabeleceram relações com o Egito pela primeira vez desde 1967. Nixon usou a crise do Oriente Médio para reiniciar as negociações paralisadas sobre a paz no Oriente Médio. Ele escreveu em um memorando confidencial a Kissinger em 20 de outubro:
Acredito que, sem sombra de dúvida, estamos agora a enfrentar a melhor oportunidade que tivemos em 15 anos para construir uma paz duradoura no Oriente Médio. Estou convencido de que a história nos responsabilizará se deixarmos esta oportunidade passar ... considero agora um acordo permanente no Oriente Médio como o objetivo final mais importante a que devemos nos dedicar.
Nixon fez uma de suas últimas visitas internacionais como Presidente ao Oriente Médio em junho de 1974 e se tornou o primeiro Presidente a visitar Israel.

### Política interna

#### Economia

Nixon no discurso sobre o Estado da União de 1971. Naquele ano, com autorização do Congresso, usou seu poder de impor salários e congelamentos de preços para lidar com a inflação.

No momento em que Nixon assumiu a Presidência em 1969, a inflação estava em 4,7% — o índice mais alto desde a Guerra da Coreia. A Grande Sociedade, promulgada sob Johnson, juntamente com os custos da Guerra do Vietnã, estava causando grandes déficits orçamentários. O desemprego era baixo, mas as taxas de juros estavam as mais altas em um século. O principal objetivo econômico de Nixon era reduzir a inflação; o meio mais óbvio de fazê-lo era acabar com a guerra. Isso não poderia ser realizado de um dia para o outro e a economia dos EUA continuou a pelejar até 1970, contribuindo para um desempenho apagado dos republicanos nas eleições congressuais de meio de mandato (os democratas controlaram ambas as casas do Congresso durante toda a presidência de Nixon). De acordo com o economista político Nigel Bowles em seu estudo sobre o registro econômico de Nixon, o novo Presidente pouco fez para alterar as políticas de Johnson em seu primeiro ano de mandato.
Nixon estava muito mais interessado em assuntos externos do que nas políticas internas, mas acreditava que os eleitores tendiam a se concentrar em sua própria condição financeira e que as condições econômicas eram uma ameaça à sua reeleição. Como parte de suas visões do "Novo Federalismo", propôs concessões para os estados, mas estas propostas foram, em sua maior parte, derrotadas no processo de aprovação do orçamento no Congresso. Entretanto, o Presidente ganhou o crédito político por defendê-las. Em 1970, o Congresso havia concedido a Nixon o poder de impor salários e congelamentos de preços, embora as maiorias democratas, sabendo que ele se opôs a esses controles durante sua carreira, não esperavam que usasse este poder. Com a inflação não resolvida em agosto de 1971, e um ano de eleições se aproximando, Nixon convocou uma cúpula com seus assessores econômicos em Camp David. Ele então anunciou controles temporários de salários e preços, permitiu que o dólar flutuasse contra outras moedas e terminou a conversibilidade do dólar em ouro. Bowles apontou,
ao se identificar com uma política cujo objetivo era a derrota da inflação, Nixon tornou difícil para os opositores democratas ... criticá-lo. Seus oponentes não podiam oferecer uma política alternativa que fosse plausível ou crível, já que a que eles preferiam era uma que haviam projetado, mas que o Presidente apropriara para si.
Quando ganhou a reeleição, Nixon presenciou a inflação retornando. Em junho de 1973, repôs os controles de preços, que tornaram-se impopulares com o público e os empresários, que viam os poderosos sindicatos como preferíveis à burocracia dos tabelamentos de preços. Os controles também produziram escassez de alimentos. Apesar da falta de controle da inflação, os controles foram lentamente terminados, e em 30 de abril de 1974, sua autorização estatutária caducou.

#### Direitos civis

Nixon reúne-se com funcionários negros de seu governo, em março de 1970.

A Presidência de Nixon testemunhou a primeira integração em larga escala de escolas públicas no Sul. Nixon buscou um caminho intermediário entre o segregacionista Wallace e os democratas liberais, cujo apoio à integração estava alienando alguns brancos do Sul. Esperando ir bem no Sul em 1972, Nixon procurou descartar a desagregação como uma questão política antes da eleição. Logo após sua posse, nomeou o Vice-presidente Agnew para liderar uma força-tarefa, que trabalhou com os líderes locais — brancos e negros — para determinar como integrar as escolas locais. Agnew tinha pouco interesse no trabalho, e a maior parte foi feita pelo Secretário do Trabalho, George Shultz. A ajuda federal estava disponível, e uma reunião com o Presidente Nixon era uma recompensa possível para comitês complacentes. Em setembro de 1970, menos de 10% das crianças negras frequentavam escolas segregadas. Por volta de 1971, no entanto, as tensões sobre a desagregação surgiram nas cidades do Norte, com protestos furiosos sobre o transporte de crianças para escolas fora de seu bairro para alcançar o equilíbrio racial. Nixon pessoalmente se opôs a usar os ônibus, mas executou ordens judiciais que exigem seu uso.
Além de desagregar as escolas públicas, Nixon implementou o Plano Filadélfia em 1970 — o primeiro programa de ação afirmativa federal significativo. Nixon também endossou a Emenda de Igualdade de Direitos (ERA) depois que foi aprovada por ambas as casas do Congresso em 1972 e foi enviada aos estados para ser ratificada. Ele fez campanha como apoiador da ERA em 1968, embora as feministas o criticassem por fazer pouco para ajudar a ERA ou sua causa depois de sua eleição. No entanto, na Presidência nomeou mais mulheres para cargos administrativos do que Lyndon Johnson.

#### Iniciativas governamentais e organização
Nixon defendeu um "Novo Federalismo", que devolveria o poder aos oficiais eleitos de estados e locais, embora o Congresso fosse hostil a essas ideias e aprovou poucas delas. Ele eliminou o Departamento de Correios dos Estados Unidos, que em 1971 tornou-se o Serviço Postal dos Estados Unidos.

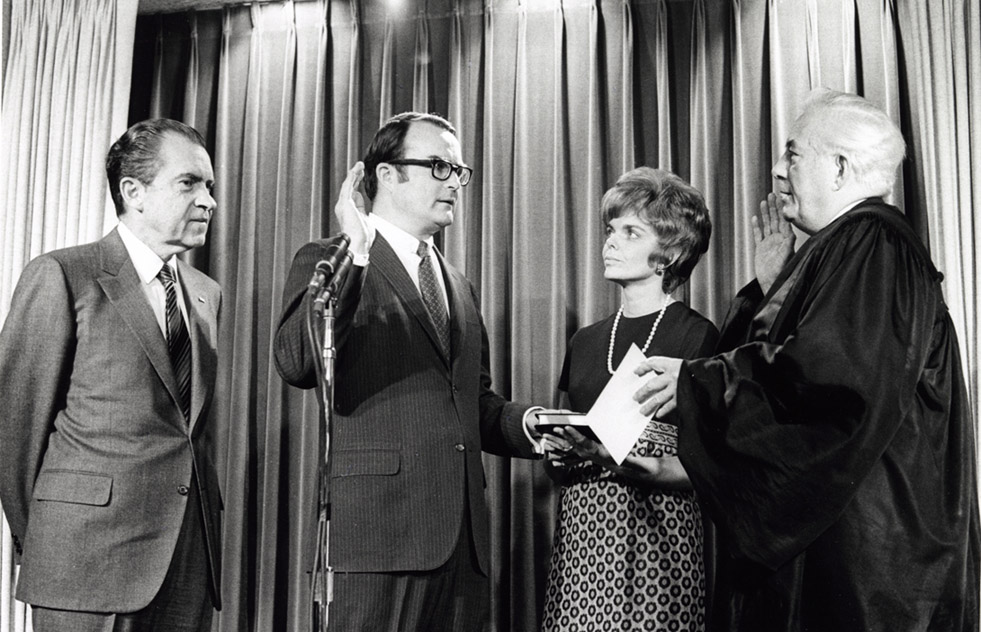
Nixon acompanha a posse de William Ruckelshaus como o primeiro diretor da Agência de Proteção Ambiental, em 4 de dezembro de 1970.

Nixon foi um convertido atrasado ao movimento conservacionista. A política ambiental não tinha sido uma questão significativa nas eleições de 1968; os candidatos raramente foram solicitados para expressarem suas opiniões sobre o assunto. Ele viu que o primeiro Dia da Terra em abril de 1970 pressagiou uma onda de interesse dos eleitores sobre o assunto, e procurou usar isso em seu benefício; em junho, anunciou a formação da Agência de Proteção Ambiental (EPA). Nixon abriu novos caminhos ao discutir a política ambiental em seu discurso sobre o Estado da União; outras iniciativas apoiadas pelo Presidente incluíram o Ato do Ar Limpo de 1970 e a Administração de Segurança e Saúde Ocupacional (OSHA); o Ato Nacional de Política Ambiental requereu a apresentação de declarações de impacto ambiental para muitos projetos federais. Nixon vetou o Ato da Água Limpa de 1972 — opondo-se não aos objetivos políticos da legislação, mas ao montante de dinheiro a ser gasto com eles, que considerava excessivo. Depois que o Congresso derrubou seu veto, Nixon confiscou os fundos que considerava injustificáveis.
Em 1971, Nixon propôs uma reforma no seguro de saúde — incluindo a federalização do Medicaid para famílias pobres com filhos menores dependentes e o apoio a organizações de manutenção da saúde (HMOs). Em 1973, uma legislação de apoio às HMOs foi sancionada pelo presidente. Em 1974, Nixon propôs uma reforma mais abrangente no seguro de saúde, como a substituição do Medicaid por planos de saúde estatais disponíveis para todos, com prêmios baseados no rendimento e partilha de custos.
Preocupado com a prevalência do uso de drogas tanto no país quanto entre os soldados norte-americanos no Vietnã, Nixon pediu uma Guerra contra as drogas, comprometendo-se a cortar fontes de suprimento no exterior e aumentar os fundos para a educação e para as instalações de reabilitação.
Como uma iniciativa política, Nixon pediu mais dinheiro para pesquisa, tratamento e educação da anemia falciforme em fevereiro de 1971 e sancionou o Ato Nacional de Controle de Anemia Falciforme em 16 de maio de 1972. Enquanto Nixon pediu o aumento de gastos em itens de relevo como a doença falciforme e para uma Guerra contra o Câncer, ele procurou reduzir o gasto global dos Institutos Nacionais da Saúde.

#### Política espacial

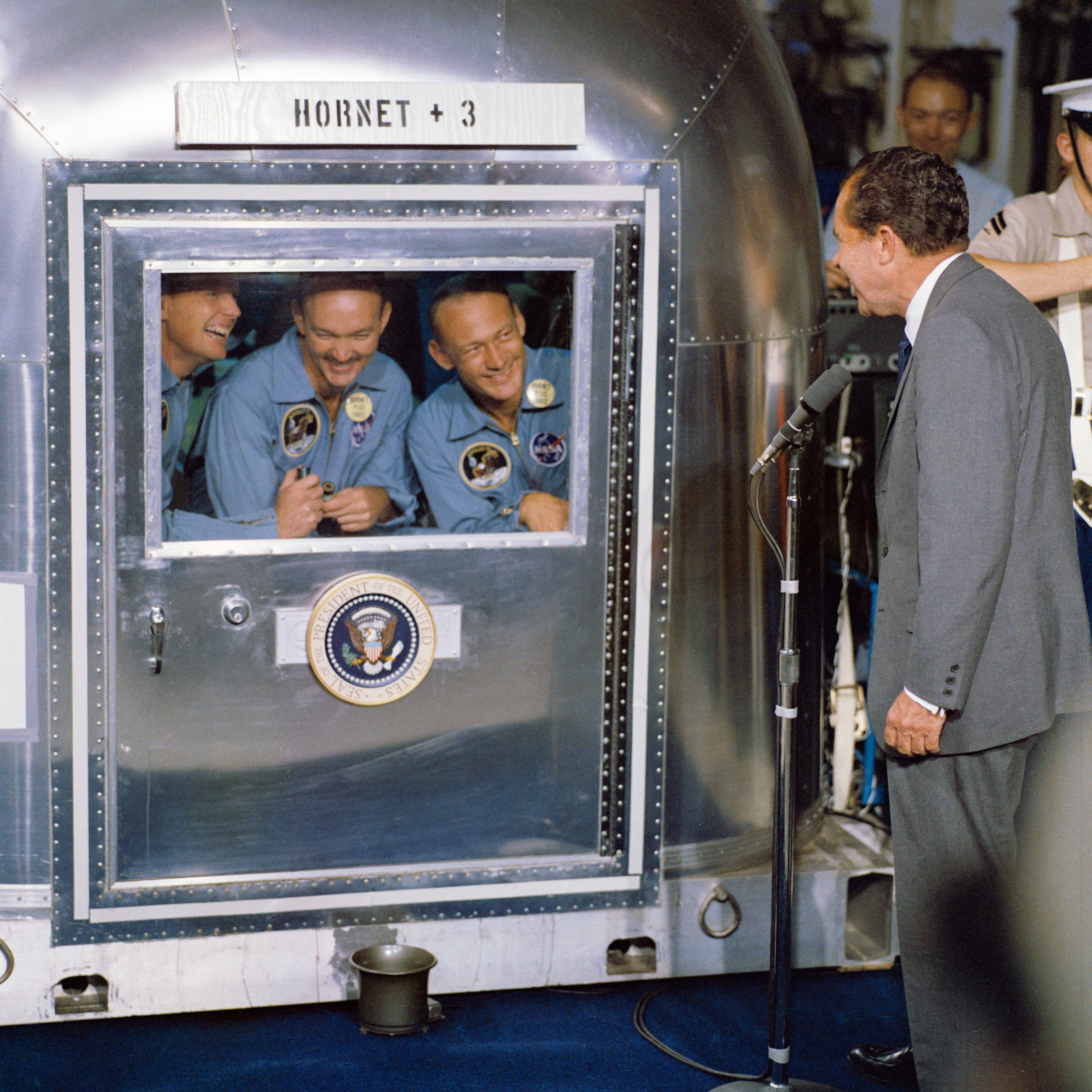
Nixon visita os astronautas do Apollo 11 em quarentena a bordo do USS Hornet.

Depois de quase dez anos de esforço nacional, os EUA ganharam a corrida para aterrar astronautas na Lua em 20 de julho de 1969, com o voo da Apollo 11. Nixon falou com Neil Armstrong e Buzz Aldrin durante a caminhada lunar. O presidente chamou a conversa de "o telefonema mais histórico já feito da Casa Branca". Nixon, no entanto, não estava disposto a manter o financiamento para a NASA ao nível elevado visto durante a década de 1960, quando a agência se preparava para enviar homens à Lua. O Administrador da NASA, Thomas O. Paine, elaborou planos ambiciosos para o estabelecimento de uma base permanente na Lua até o final dos anos 70 e o lançamento de uma expedição tripulada à Marte já em 1981. Nixon, entretanto, rejeitou ambas as propostas devido às despesas. Nixon também cancelou o programa do Laboratório Orbital Tripulado em 1969, uma vez que os satélites de reconhecimento não tripulados mostraram ser uma maneira mais economicamente viável de conseguir o mesmo objetivo de reconhecimento.
Em 7 de março de 1970, Nixon anunciou o fim dos esforços maciços da era Kennedy-Johnson na corrida espacial, afirmando em um discurso naquele mês: "Devemos pensar em [atividades espaciais] como parte de um processo contínuo [...] e não como uma série de saltos separados, cada um exigindo uma concentração massiva de energia. Também devemos perceber que os gastos militares devem tomar o seu devido lugar dentro de um rigoroso sistema de prioridades nacionais. O que fazemos no espaço a partir de agora deve se tornar uma parte normal e regular da nossa vida nacional e, portanto, deve ser planejado em conjunto com todos os outros empreendimentos que também são importantes para nós". Ele então cancelou as três missões lunares Apollo planejadas para colocar Skylab em órbita de forma mais eficiente e o dinheiro livre para o projeto e construção do ônibus espacial.
Em 24 de maio de 1972, Nixon aprovou um programa cooperativo de cinco anos entre a NASA e o programa espacial soviético, culminando na missão conjunta de 1975 que efetuou uma acoplagem em órbita da Terra da nave norte-americana Apollo 18 com a nave soviética Soyuz 19.

### Reeleição, escândalo de Watergate e renúncia

#### Campanha presidencial de 1972

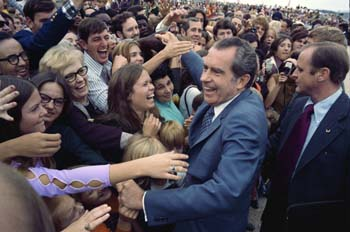
Nixon cumprimenta uma multidão durante a campanha presidencial de 1972.

Nixon acreditava que sua ascensão ao poder tinha atingido um pico de realinhamento político. Os estados solidamente democratas do Sul haviam sido uma fonte de frustração para as ambições republicanas. Goldwater venceu em vários estados da região por se opor ao Ato de Direitos Civis de 1964, mas alienou os sulistas mais moderados. Os esforços de Nixon para obter o apoio do Sul em 1968 foram diluídos pela candidatura de Wallace. Ao longo de seu primeiro mandato, Nixon seguiu uma estratégia sulista com políticas, como seus planos de desagregação, que seriam amplamente aceitáveis entre os brancos da região, encorajando-os a se alinharem com os republicanos no rescaldo do Movimento dos Direitos Civis. Ele nomeou dois conservadores do Sul, Clement Haynsworth e G. Harrold Carswell para a Suprema Corte, mas nenhum dos dois foi confirmado pelo Senado.
Nixon acrescentou seu nome na cédula de votação da primária de Nova Hampshire em 5 de janeiro de 1972, efetivamente anunciando sua candidatura à reeleição. Virtualmente garantida a nomeação republicana, o Presidente inicialmente esperava que seu oponente democrata fosse Ted Kennedy, irmão de John Kennedy e Senador por Massachusetts, mas ele foi largamente afastado da disputa depois de um acidente de carro em 1969, motivado por sua negligência e que resultou na morte de uma mulher. Em vez disso, o Senador pelo Maine, Edmund Muskie, tornou-se o principal candidato, com o Senador George McGovern em um próximo segundo lugar.
Em 10 de junho, McGovern ganhou a primária da Califórnia e garantiu a nomeação democrata. No mês seguinte, Nixon foi renomeado na Convenção Nacional Republicana de 1972. Ele descartou a plataforma democrata, classificando-a como covarde e divisiva. McGovern pretendia reduzir drasticamente os gastos com defesa e apoiou uma anistia para os desertores do serviço militar obrigatório, bem como os direitos de aborto. Com alguns de seus partidários supostamente favoráveis à legalização de drogas, McGovern foi percebido como tendo uma posição para a "anistia, aborto e ácido". McGovern também foi prejudicado por seu apoio vacilante ao seu companheiro de chapa original, Thomas Eagleton, Senador por Missouri, substituído da chapa após as revelações de que ele tinha recebido tratamento para a depressão. Nixon esteve à frente na maioria das pesquisas durante todo o ciclo eleitoral, e foi reeleito em 7 de novembro de 1972 em uma das maiores vitórias eleitorais na história dos Estados Unidos. Ele derrotou McGovern com mais de 60% dos votos populares, perdendo apenas em Massachusetts e no Distrito de Columbia.

#### Watergate

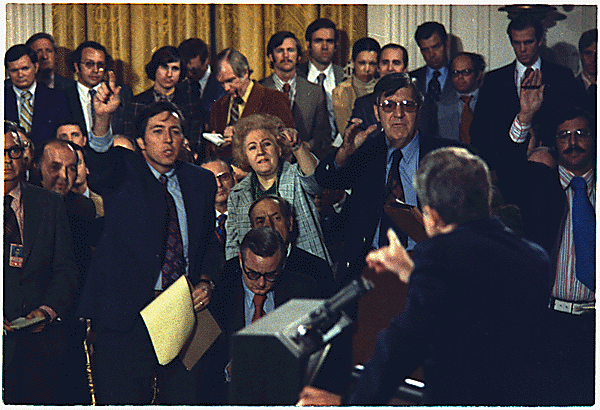
Nixon responde a perguntas em uma coletiva de imprensa, em 26 de outubro de 1973.

O termo Watergate foi criado para abranger uma série de atividades clandestinas e muitas vezes ilegais realizadas por membros do governo Nixon. Essas atividades incluíam "truques sujos", como escutas clandestinas a escritórios de opositores políticos e assédio a grupos ativistas e figuras políticas. As atividades foram trazidas à luz depois que cinco homens foram apanhados invadindo a sede do Partido Democrata no complexo Watergate, em Washington, D.C., em 17 de junho de 1972. O The Washington Post investigou a história; os repórteres Carl Bernstein e Bob Woodward confirmaram em um informante conhecido como "Garganta Profunda" — mais tarde revelado como sendo Mark Felt, diretor associado do FBI — para ligar os homens ao governo Nixon. O Presidente minimizou o escândalo como sendo mera política, chamando os artigos de notícias de tendenciosos e enganosos. Uma série de revelações deixou claro que o Comitê para Reeleger o Presidente Nixon, e mais tarde a Casa Branca, estavam envolvidos em tentativas de sabotar os democratas. Assessores seniores como o advogado John Dean, da Casa Branca, enfrentaram acusações; no total, 48 funcionários foram condenados por irregularidades.
Em julho de 1973, o assessor Alexander Butterfield testemunhou sob juramento ao Congresso, afirmando que Nixon tinha um sistema de registro secreto com suas conversas e telefonemas no Salão Oval. Estas fitas foram citadas por Archibald Cox, Procurador Especial de Watergate; Nixon forneceu transcrições das conversas, mas não as fitas reais, citando ter privilégio executivo. Com a Casa Branca e Cox em conflito, Nixon demitiu Cox em outubro, no que ficou conhecido como "Massacre de Sábado à Noite"; Cox foi substituído por Leon Jaworski. Em novembro, os advogados de Nixon revelaram que uma fita de áudio das conversas realizadas na Casa Branca em junho de 1972 apresentava uma lacuna de 18 minutos e meio. Rose Mary Woods, secretária pessoal do Presidente, reivindicou a responsabilidade, alegando que acidentalmente limpou a seção ao transcrever a fita, mas seu conto foi amplamente zombado. A lacuna, embora não seja uma prova conclusiva de irregularidades do presidente, lançou dúvidas sobre a declaração de Nixon de que não tinha conhecimento do encobrimento.

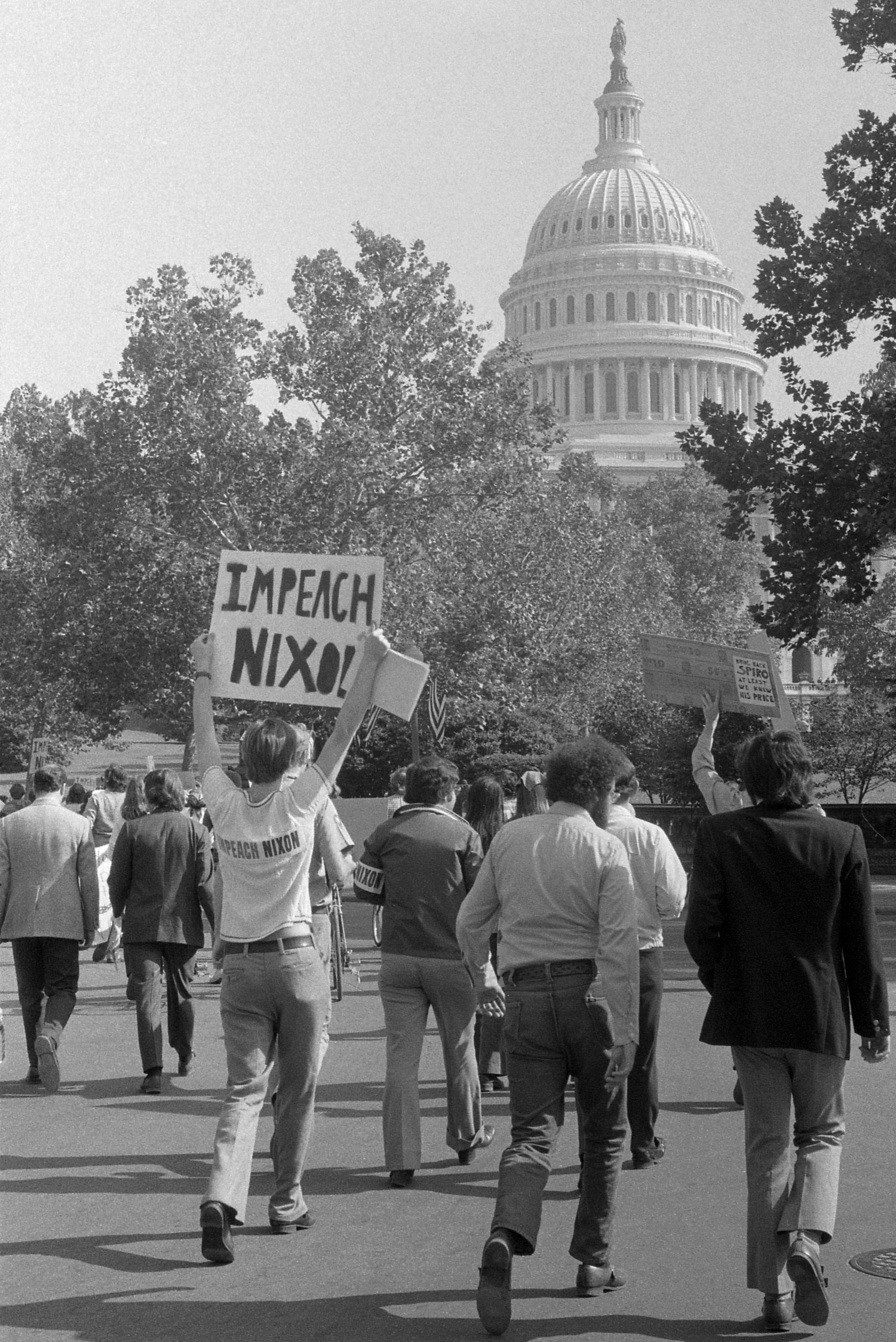
Manifestante demanda o impeachment de Nixon, em outubro de 1973.

Embora tenha perdido muito apoio popular, mesmo de seu próprio partido, Nixon rejeitou acusações de irregularidades e prometeu permanecer no cargo. O Presidente insistiu que tinha cometido erros, mas não tinha conhecimento prévio do roubo, não violou nenhuma lei, e não soube do encobrimento até o início de 1973. Em outubro de 1973, o Vice-presidente Agnew renunciou — em um evento não relacionado a Watergate — e foi condenado sob acusações de suborno, evasão de impostos e lavagem de dinheiro durante seu mandato como Governador de Maryland. Nixon escolheu Gerald Ford, Líder da Minoria da Câmara dos Representantes, para substituir Agnew. Em novembro de 1973, durante uma sessão televisiva de perguntas e respostas com a imprensa, Nixon disse: "As pessoas têm de saber se o seu presidente é ou não um criminoso. Bem, eu não sou um criminoso. Ganhei tudo o que tenho".
A batalha legal sobre as fitas continuou até o início de 1974, e em abril daquele ano Nixon anunciou o lançamento de 1 200 páginas de transcrições de conversas da Casa Branca entre ele e seus assessores. O Comitê Judiciário da Câmara dos Representantes abriu audiências de impeachment contra o Presidente em 9 de maio de 1974, que foram televisionadas nas principais redes de TV. Estas audiências culminaram em votos pelo impeachment. Em 24 de julho, a Suprema Corte decidiu unanimemente, no caso Estados Unidos v. Nixon, que as fitas completas, e não apenas as transcrições selecionadas, deveriam ser liberadas. O escândalo cresceu e passou a envolver uma série de acusações adicionais contra Nixon, que iam desde o uso indevido de agências governamentais para aceitar presentes enquanto estava na Presidência e suas finanças pessoais e impostos; Nixon declarou repetidamente sua disposição para pagar quaisquer impostos pendentes devidos, e pagou US$ 465 000 em impostos atrasados em 1974.
Mesmo com o apoio diminuído pela série de revelações, Nixon esperava lutar contra as acusações. No entanto, uma das novas gravações, registradas logo após a invasão, demonstrou que Nixon tinha sido informado da conexão da Casa Branca com os assaltos a Watergate logo após terem ocorrido e aprovou planos para impedir a investigação. Em uma declaração acompanhada pela liberação de fitas, em 5 de agosto de 1974, Nixon aceitou a culpa por enganar o país sobre quando ele tinha sido informado sobre o envolvimento da Casa Branca, afirmando que também teve um lapso de memória. O Líder da Minoria do Senado, Hugh Scott, o Senador Barry Goldwater e o Líder da Minoria da Câmara, John Jacob Rhodes, se encontraram com Nixon logo depois. Rhodes disse a Nixon que ele certamente enfrentaria um impeachment na Câmara. Scott e Goldwater disseram ao Presidente que ele tinha, no máximo, apenas 15 votos a seu favor no Senado — muito menos do que os 34 que precisava para evitar a remoção do cargo.

#### Renúncia

Ao lado de sua família, Nixon faz discurso de despedida de seu gabinete e membros do pessoal da Casa Branca, em 9 de agosto de 1974.

À luz de sua perda de apoio político e da quase certeza de que ele seria acusado e removido, Nixon renunciou à Presidência em 9 de agosto de 1974, depois de se dirigir à nação em um discurso transmitido na televisão na noite anterior. O discurso de renúncia foi feito no Salão Oval e transmitido ao vivo no rádio e na televisão. Nixon afirmou que estava renunciando pelo bem do país e pediu à nação que apoiasse o novo Presidente, Gerald Ford. Nixon passou a analisar as realizações de sua Presidência, especialmente na política externa. Ele defendeu seu histórico como Presidente, citando o discurso de Theodore Roosevelt de 1910 Citizenship in a Republic:
Às vezes tenho conseguido e às vezes tenho falhado, mas sempre me encorajei pelo que Theodore Roosevelt disse uma vez sobre o homem na arena, "cujo rosto é marcado pela poeira, suor e sangue, que se esforça corajosamente, que erra e vem para cima, repetidamente, porque não há esforço sem erro e defeito, mas quem realmente se esforça para fazer a ação, quem conhece os grandes entusiasmos, as grandes devoções, que se gasta em uma causa digna, que o melhor sabe no final os triunfos de altas realizações e que, na pior das hipóteses, se ele falhar, pelo menos falha ao ousar grandemente."
O discurso de Nixon recebeu respostas iniciais geralmente favoráveis de comentaristas dos canais de televisão, com somente Roger Mudd, da CBS, indicando que Nixon não admitiu as irregularidades. Foi denominado "uma obra-prima" por Conrad Black, um de seus biógrafos. Black opinou que "o que pretendia ser uma humilhação sem precedentes para qualquer Presidente americano, Nixon converteu em um reconhecimento parlamentar virtual de insuficiência quase irrepreensível de apoio legislativo para continuar. Ele deixou enquanto dedica metade de seu discurso a uma recitação de suas realizações no cargo".

## Últimos anos e morte

### Perdão presidencial e doença

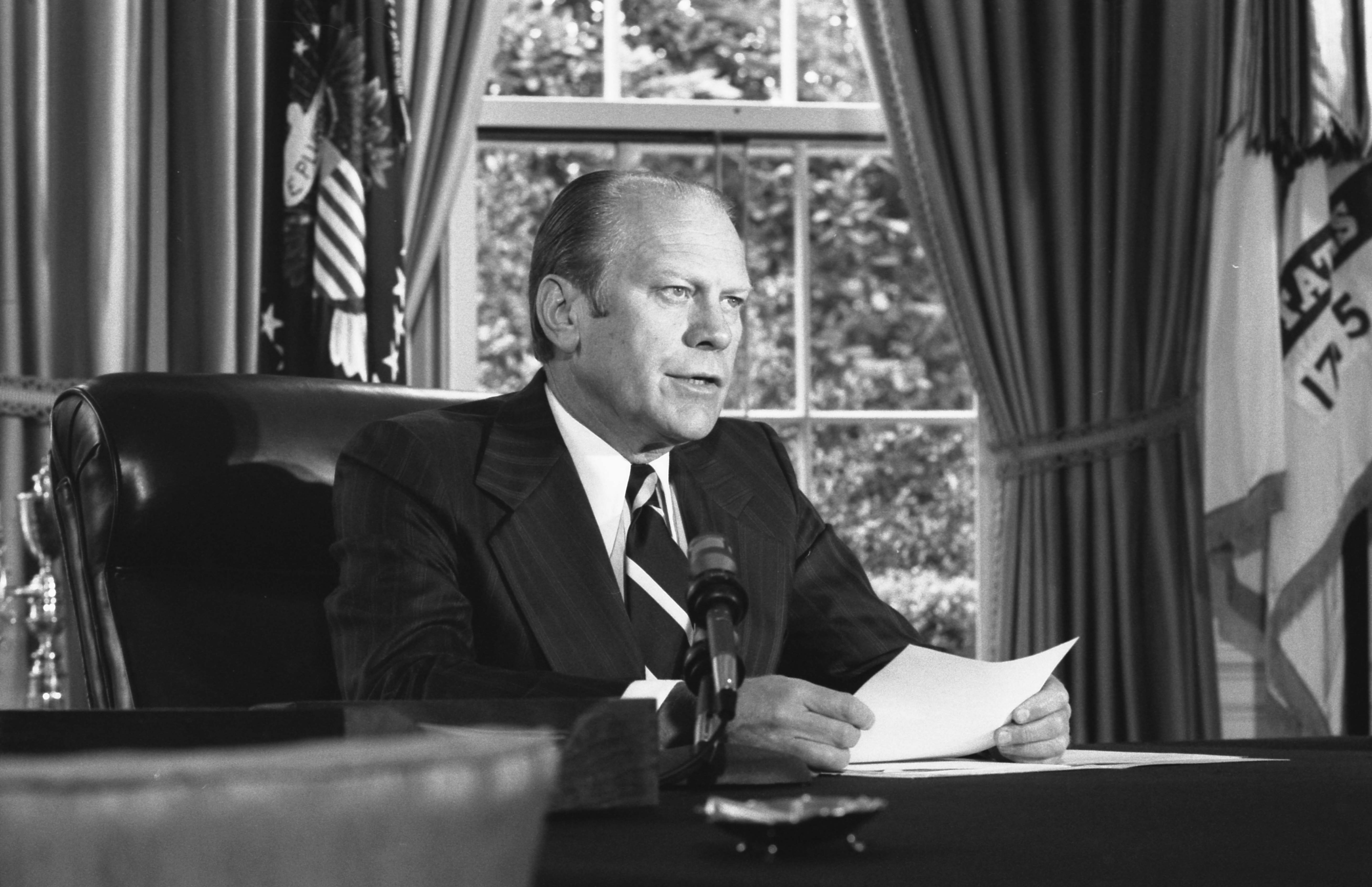
O presidente Ford anuncia sua decisão de perdoar Nixon, em 8 de setembro de 1974, no Salão Oval.

Após sua renúncia, os Nixons voaram para sua casa, chamada de La Casa Pacifica, em San Clemente, Califórnia. De acordo com seu biógrafo, Jonathan Aitken, após sua renúncia, "Nixon era uma alma em tormento". O Congresso financiou os custos da transição de Nixon, incluindo algumas despesas salariais, embora reduzindo a apropriação de US$ 850 000 para US$ 200 000. Com alguns de seus funcionários ainda com ele, Nixon estava em sua mesa às 7 da manhã — com pouco a fazer. Seu ex-secretário de imprensa, Ron Ziegler, sentou-se com ele sozinho durante horas por dia.
A renúncia de Nixon não pôs fim ao desejo de muitos de vê-lo punido. A Casa Branca de Ford considerou um perdão presidencial para Nixon, embora fosse impopular no país. Nixon, contatado pelos emissários de Ford, inicialmente relutou em aceitar o perdão, mas concordou em fazê-lo. Ford, no entanto, insistiu em uma declaração de contrição; Nixon sentiu que não tinha cometido nenhum crime e não deveria ter que emitir um tal documento. Ford finalmente concordou, e em 8 de setembro de 1974, ele concedeu a Nixon um "perdão total, livre e absoluto", que terminou com qualquer possibilidade de uma acusação. Nixon então emitiu uma declaração:
Eu estava errado em não agir de forma mais decisiva e mais direta ao lidar com Watergate, particularmente quando chegou ao estágio do processo judicial e passou de um escândalo político para uma tragédia nacional. Nenhuma palavra pode descrever a profundidade de meu arrependimento e dor na angústia que meus erros sobre Watergate causaram à nação e à Presidência, uma nação que eu tanto amo e uma instituição que eu respeito muito.
Em outubro de 1974, Nixon ficou doente com tromboflebite, a inflamação das paredes de uma veia. Avisado por seus médicos que ele poderia ser operado ou morrer, um relutante Nixon escolheu a cirurgia, e o Presidente Ford visitou-o no hospital. Nixon estava sob intimação para o julgamento de três de seus ex-assessores — Dean, Haldeman, e John Ehrlichman — e o The Washington Post, descrendo sua doença, imprimiu um desenho animado mostrando Nixon com um molde no "pé errado". O Juiz John Sirica dispensou a presença de Nixon apesar das objeções dos réus. O Congresso instruiu a Ford a reter os papéis presidenciais de Nixon — começando uma batalha legal de três décadas sobre os documentos que foram vencidos pelo ex-Presidente e seu acervo. Nixon estava no hospital quando as eleições de meio mandato de 1974 foram realizadas, e Watergate e o perdão presidencial foram fatores que contribuíram para a perda republicana de 43 cadeiras na Câmara e três no Senado.

### Retorno à vida pública

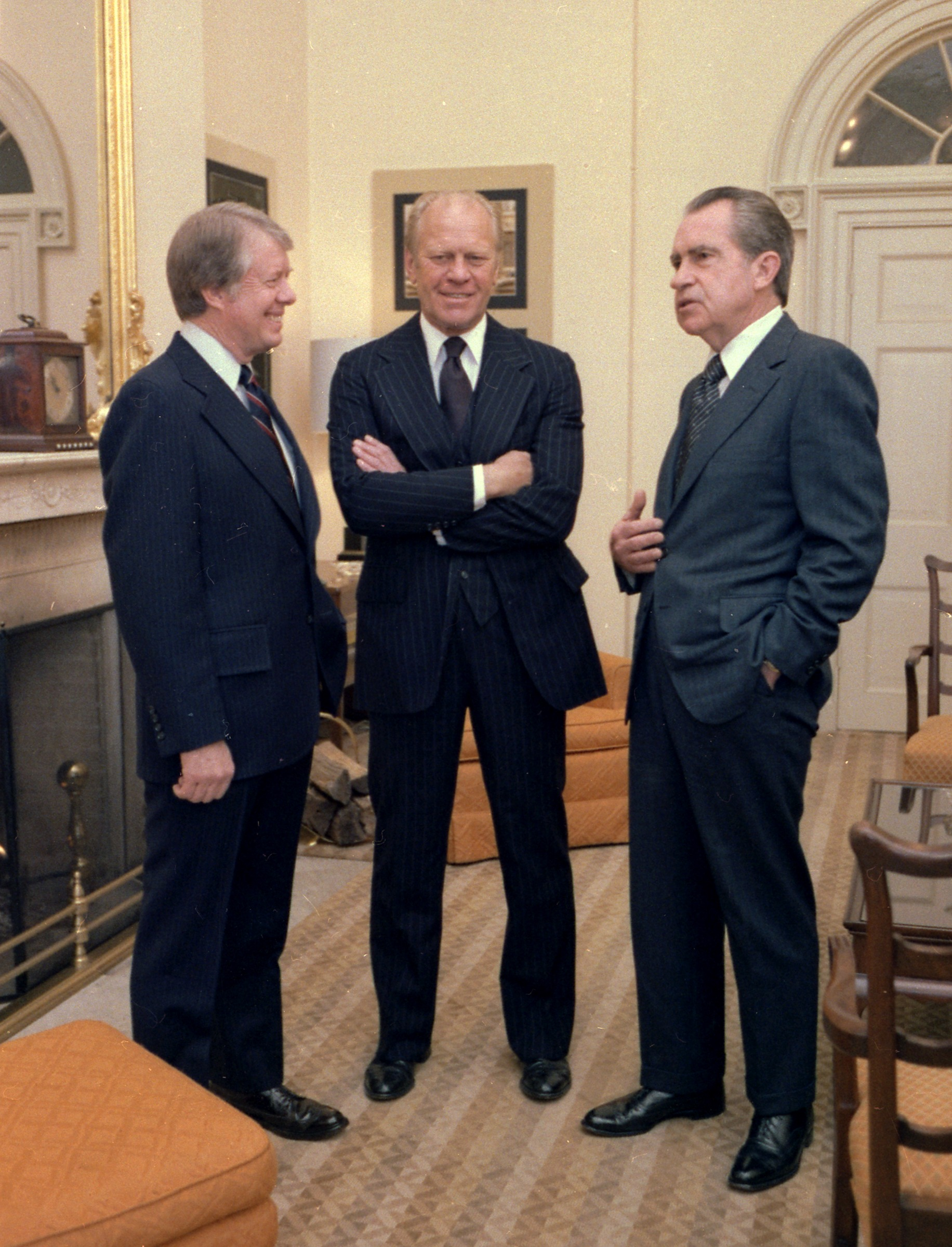
Nixon (à direita) junta-se a Gerald Ford (centro) e ao presidente Jimmy Carter (à esquerda) na Casa Branca para o funeral do ex-vice-presidente Hubert Humphrey, em 1978.

Em dezembro de 1974, Nixon começou a planejar seu retorno, apesar da considerável má vontade contra ele no país. Ele escreveu em seu diário, referindo-se a si mesmo e Pat,

Que assim seja. Vamos ver isso. Tivemos tempos difíceis antes e podemos pegar os mais difíceis que teremos que passar agora. Talvez seja por isso que fomos feitos - ser capaz de tomar um castigo além do que qualquer um neste ofício teve antes, especialmente depois de deixar o cargo. Este é um teste de caráter e não devemos falhar no teste.
No início de 1975, a saúde de Nixon estava melhorando. Ele manteve um escritório em uma estação da Guarda Costeira a 300 metros de sua casa, primeiramente usando um carrinho de golfe e depois andando diariamente até o local; Nixon trabalhou principalmente em suas memórias. Ele esperava aguardar mais tempo antes de escrever suas memórias; o fato de que seus bens estavam sendo consumidos por despesas e honorários advocatícios obrigou-o a começar a trabalhar rapidamente. Ele foi prejudicado neste trabalho com o final de seu subsídio de transição em fevereiro, o que o obrigou a demitir muitos de seus funcionários, incluindo Ziegler.
Em agosto de 1975, Nixon reuniu-se com o apresentador e produtor britânico David Frost, que pagou-lhe US$ 600 mil (equivalente a US$ 2,7 milhões em 2017) por uma série de entrevistas, filmadas e exibidas em 1977. Eles começaram no tópico da política externa, com Nixon contando os líderes que tinha conhecido, mas a seção mais recordada das entrevistas era a sobre o escândalo de Watergate. Nixon admitiu que ele tinha "deixado o país para baixo" e que "eu me trouxe para baixo. Eu dei-lhes uma espada e eles a empurraram. E eles torceram com prazer. E, eu acho, se eu estivesse em sua posição, eu teria feito a mesma coisa". As entrevistas angariaram 45-50 milhões de telespectadores — tornando-se o programa mais assistido de seu tipo na história da televisão. As entrevistas ajudaram a melhorar a posição financeira de Nixon — no início de 1975 ele tinha apenas US$ 500 no banco.
Em fevereiro de 1976, Nixon visitou a China a convite pessoal de Mao; ele esperou para voltar ao país até depois da visita de Ford em 1975. Nixon manteve-se neutro na estreita batalha primária de 1976 entre Ford e Reagan. Ford ganhou, mas foi derrotado pelo Governador da Geórgia, Jimmy Carter, na eleição geral. O governo Carter teve pouca utilidade para Nixon e bloqueou sua viagem planejada à Austrália, fazendo com que o governo do Primeiro-ministro Malcolm Fraser retivesse seu convite oficial.
Em 1976, Nixon foi barrado de exercer a advocacia no Estado de Nova Iorque devido a obstrução à justiça no caso Watergate. Nixon escolheu não apresentar nenhuma defesa. No início de 1978, Nixon foi para o Reino Unido. Ele foi evitado por diplomatas norte-americanos e pela maioria dos ministros do governo de James Callaghan. Contudo, foi recebido pela Líder da Oposição, Margaret Thatcher, bem como pelos ex-primeiros-ministros Lord Home e Sir Harold Wilson. Dois outros ex-primeiros-ministros, Harold Macmillan e Edward Heath, recusaram-se a encontrá-lo. Nixon discursou na Oxford Union, falando sobre Watergate:
Algumas pessoas dizem que eu não lidei com ele corretamente e eles estão certos. Eu estraguei tudo. Mea culpa. Mas vamos continuar com minhas conquistas. Você estará aqui no ano 2000 e veremos como eu sou considerado então.

### Autor e estadista ancião

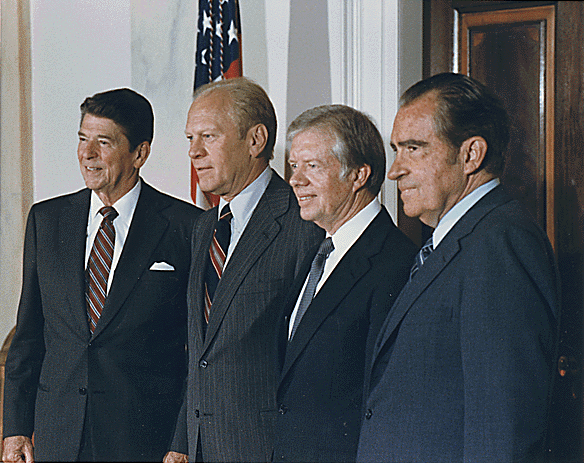
O presidente Ronald Reagan se reúne com seus três predecessores, Ford, Carter e Nixon na Casa Branca, em outubro de 1981.

Em 1978, Nixon publicou suas memórias, RN: As Memórias de Richard Nixon, o primeiro de dez livros que escreveu em sua aposentadoria. O livro foi um best-seller e atraiu uma resposta crítica geralmente positiva. Nixon viajou para a Casa Branca em 1979, convidado por Jimmy Carter para o jantar de Estado oferecido ao Vice-primeiro-ministro chinês Deng Xiaoping. Carter não queria convidar Nixon, mas Deng havia afirmado que iria visitar Nixon na Califórnia se o ex-Presidente não fosse convidado. Nixon teve uma reunião confidencial com Deng e visitou Beijing outra vez em meados de 1979.
Em agosto de 1979, os Nixons compraram uma residência na Quinta Avenida depois de serem rejeitadas por duas cooperativas de Manhattan. Quando o ex-xá do Irã morreu no Egito em julho de 1980, Nixon desafiou o Departamento de Estado, que pretendia não enviar nenhum representante, participando do funeral. Embora Nixon não tivesse credenciais oficiais, como ex-Presidente, era visto como a presença norte-americana no funeral de seu ex-aliado. Nixon apoiou Reagan para presidente em 1980, fazendo aparições na televisão retratando-se como, nas palavras do biógrafo Ambrose, "o estadista superior acima da briga". Ele escreveu artigos como convidado para muitas publicações durante a campanha e depois da vitória de Reagan. Após dezoito meses morando em Nova Iorque, Nixon e sua esposa mudaram-se em 1981 a Saddle River, Nova Jersey.

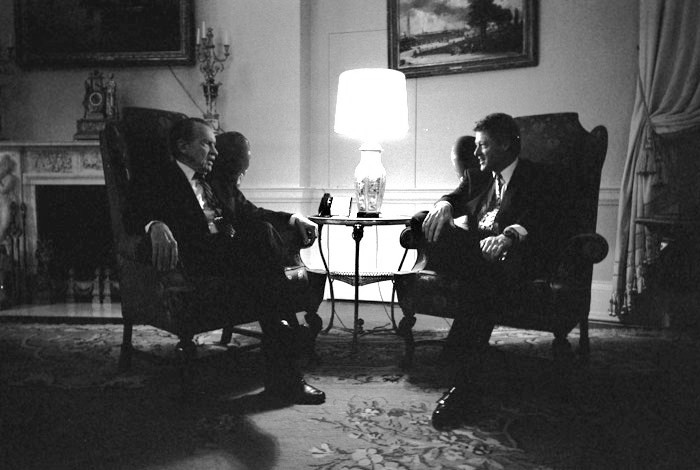
Nixon visita o presidente Bill Clinton nos quartos familiares da Casa Branca, em março de 1993.

Ao longo da década de 1980, Nixon manteve um ambicioso calendário de compromissos e manuscritos, viajou e se reuniu com muitos líderes estrangeiros, especialmente os de países do Terceiro Mundo. Ele se juntou aos ex-Presidentes Gerald Ford e Jimmy Carter como representantes dos Estados Unidos no funeral do presidente egípcio Anwar Sadat. Em uma viagem ao Oriente Médio, Nixon tornou conhecidas suas opiniões sobre a Arábia Saudita e a Líbia, o que atraiu a atenção significativa dos meios de comunicação dos Estados Unidos; o The Washington Post publicou histórias sobre a "reabilitação" de Nixon. Nixon viajou à União Soviética em 1986 e em seu retorno emitiu ao Presidente Reagan um longo memorando que continha sugestões de política externa e suas impressões pessoais de Mikhail Gorbachev. Após esta viagem, Nixon foi classificado em uma pesquisa do Gallup como um dos dez homens mais admirados do mundo.
Em 1986, Nixon dirigiu-se a uma convenção de editores de jornais, impressionando sua audiência com sua visão do mundo. Na época, a especialista em política Elizabeth Drew escreveu: "Mesmo quando ele estava errado, Nixon ainda mostrou que sabia muito e tinha uma memória ampla, bem como a capacidade de falar com autoridade aparente, o suficiente para impressionar as pessoas que tinham pouco respeito por ele em tempos anteriores". O Newsweek publicou uma história sobre "o retorno de Nixon" com a manchete "Ele está de volta".
Em 19 de julho de 1990, a biblioteca Richard Nixon, em Yorba Linda, foi aberta como uma instituição privada. Na inauguração, os Nixon receberam a companhia de uma grande multidão de pessoas, incluindo os Presidentes Ford, Reagan e George H. W. Bush, bem como suas esposas, Betty, Nancy, e Barbara. Em janeiro de 1991, o ex-Presidente fundou o Centro Nixon, um think tank e centro de conferências de Washington.
Pat Nixon morreu em 22 de junho de 1993, de doença pulmonar obstrutiva crônica e câncer de pulmão. Seus serviços fúnebres foram realizados nos terrenos da biblioteca de Richard Nixon. O ex-Presidente Nixon estava consternado durante todo o enterro e pronunciou um tributo em sua homenagem dentro do edifício da biblioteca.

### Morte e funeral

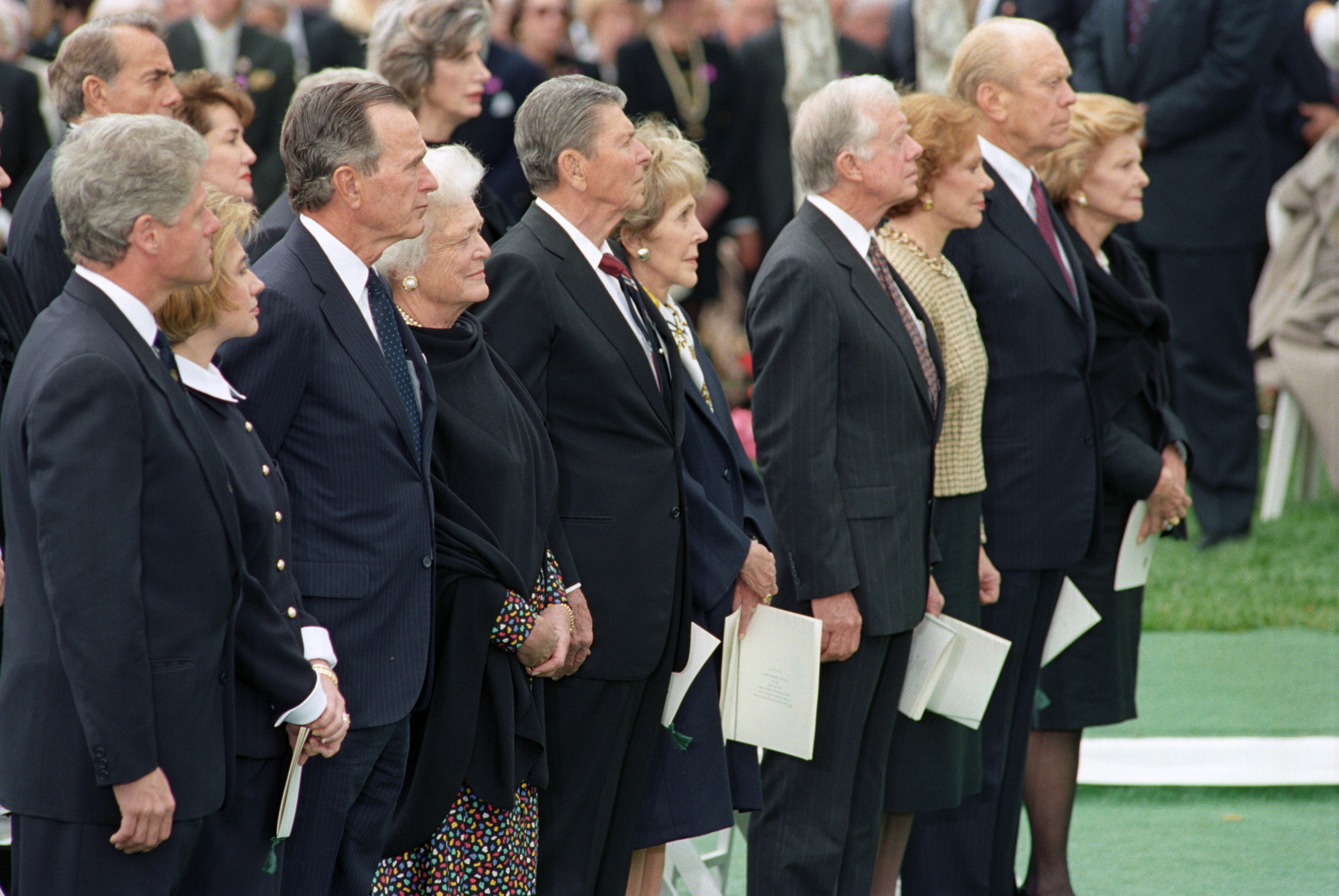
Cinco presidentes dos EUA (incluindo o então presidente em exercício Bill Clinton) e suas esposas participam do funeral de Richard Nixon, em 27 de abril de 1994.

Nixon sofreu um acidente vascular cerebral grave em 18 de abril de 1994, enquanto se preparava para jantar em Park Ridge, Nova Jersey. Um coágulo de sangue resultante da fibrilação atrial que ele havia sofrido durante muitos anos se formou em seu coração superior e viajou até seu cérebro. Ele foi levado para o Cornell Medical Center, em Manhattan, inicialmente alerta, mas incapaz de falar ou mover o seu braço direito ou perna. Danos no cérebro causaram inchaço (edema cerebral), e Nixon entrou em um profundo coma. Ele morreu às 21h08 de 22 de abril de 1994, aos 81 anos, com suas filhas em sua cabeceira.
O funeral ocorreu em 27 de abril de 1994, em Yorba Linda. Eulogistas na cerimônia realizada na Biblioteca Nixon incluíram o Presidente Clinton, o ex-Secretário de Estado Henry Kissinger, o Líder da Minoria do Senado Bob Dole, o Governador Pete Wilson e o Reverendo Billy Graham. Também estiveram presentes os ex-Presidentes Ford, Carter, Reagan, Bush e suas esposas.
Richard Nixon foi enterrado ao lado de sua esposa Pat no terreno da Biblioteca Nixon. De acordo com seus desejos, seu funeral não foi um funeral de Estado, embora seu corpo estivesse repousado no átrio da Biblioteca Nixon de 26 de abril até a manhã do funeral. Os enlutados esperaram na fila por até oito horas em um tempo frio e úmido para expressar seus sentimentos. Em seu ponto máximo, a linha a passar pelo caixão de Nixon era de três milhas de comprimento, com cerca de 42 000 pessoas esperando para expressar seus sentimentos.
John F. Stacks da revista Time magazine disse de Nixon pouco depois de sua morte,
Uma enorme energia e determinação o levaram a se recuperar e reconstruir depois de cada desastre autocriado que enfrentou. Para recuperar um lugar respeitado na vida pública americana após sua renúncia, ele continuou viajando e pensando e conversando com os líderes mundiais ... e quando Bill Clinton chegou à Casa Branca [em 1993], Nixon praticamente cimentou seu papel como um estadista ancião. Clinton, cuja esposa serviu no pessoal da comissão que votou para acusar Nixon, se encontrou abertamente com ele e procurou regularmente seu conselho.
Tom Wicker do The New York Times notou que Nixon tinha sido igualado apenas por Franklin Roosevelt em ser cinco vezes nomeado em uma chapa presidencial de um grande partido. Ambrose comentou sobre uma reação à morte de Nixon: "Para o espanto de todos, exceto o dele, ele é nosso amado estadista ancião".
Após a morte de Nixon, quase toda a cobertura da imprensa mencionou Watergate, mas na maior parte, ela foi favorável ao ex-Presidente. O The Dallas Morning News declarou: "A história, em última instância, deve mostrar que, apesar de suas falhas, ele foi um dos nossos mais importantes executivos-chefes". Isso ofendeu alguns; o colunista Russell Baker queixou-se de "uma conspiração de grupo para conceder-lhe absolvição". O cartunista Jeff Koterba, do Omaha World-Herald, descreveu a História diante de uma tela em branco, seu assunto Nixon, enquanto América olha ansiosamente. O artista exorta seu público a sentar-se; o trabalho levará algum tempo para terminar, uma vez que "este retrato é um pouco mais complicado do que a maioria".
Outras coberturas não foram favoráveis. Hunter S. Thompson escreveu para o The Atlantic uma peça mordaz denunciando Nixon, intitulada de "Ele era um criminoso". Em seu artigo, Thompson descreveu Nixon como "um monstro político diretamente de Grendel e um inimigo muito perigoso".

## Legado

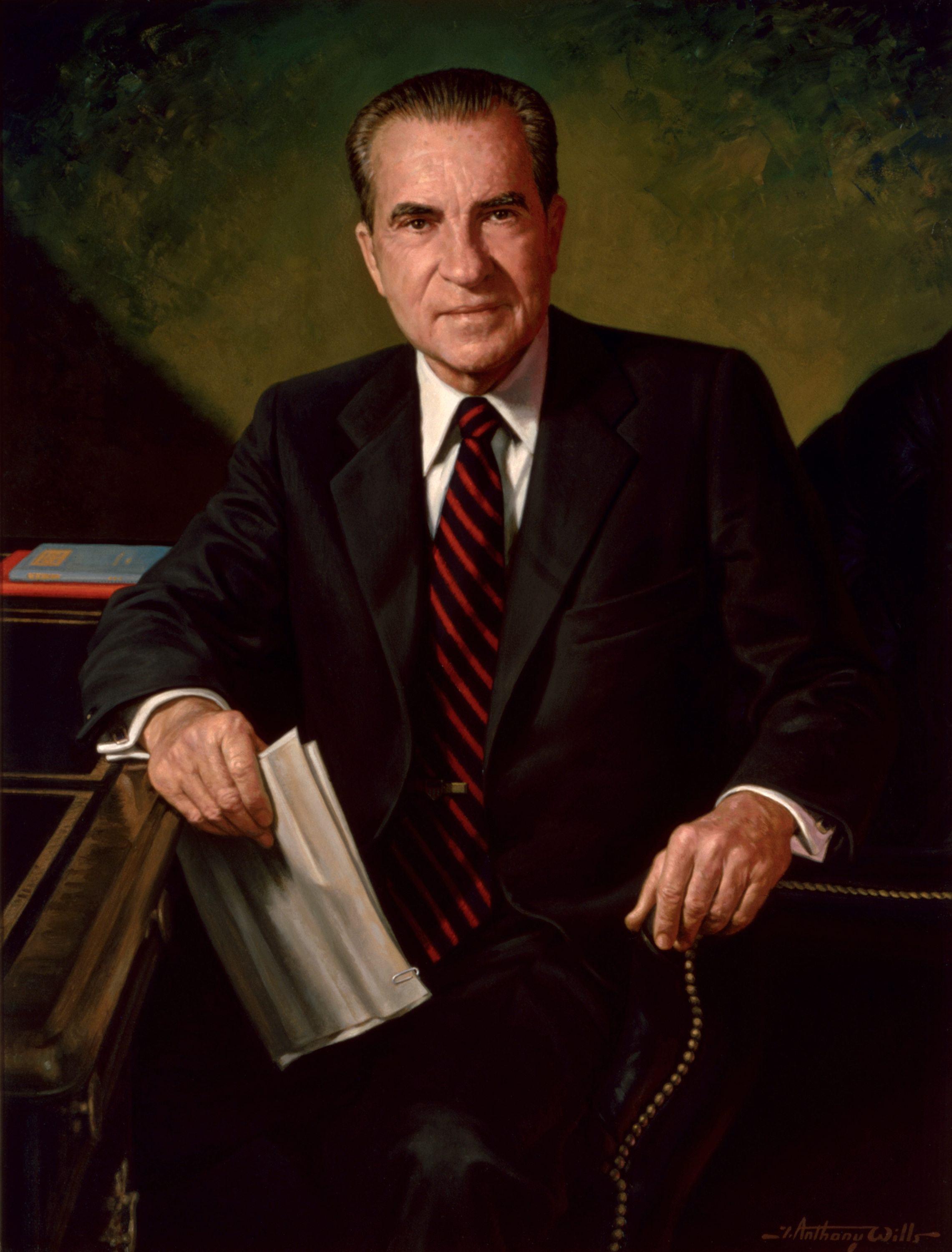
Retrato presidencial de Richard Nixon.

O historiador e cientista político James Burns observou de Nixon: "Como se pode avaliar um presidente tão idiossincrático, tão brilhante e tão moralmente faltoso?". Os biógrafos de Nixon discordam sobre como ele será percebido pela história. De acordo com Ambrose, "Nixon queria ser julgado pelo que conseguiu e pelo que será lembrado é o pesadelo que colocou no país em seu segundo mandato e por sua renúncia". Irwin Gellman, que relatou sua carreira no Congresso, sugere que "ele foi notável entre seus pares no Congresso, uma história de sucesso em uma era conturbada, que conduziu um curso anticomunista sensato contra o excesso de McCarthy". Aitken sente que "Nixon, tanto como homem como como estadista, foi excessivamente caluniado por suas falhas e insuficientemente reconhecido por suas virtudes, mas mesmo em um espírito de revisionismo histórico, nenhum veredicto simples é possível".
A Estratégia do Sul de Nixon é creditada por alguns historiadores como fazendo com que o Sul se tornasse uma fortaleza republicana, embora outros considerem fatores econômicos mais importantes para a mudança. Ao longo de sua carreira, Nixon foi fundamental para afastar seu partido do controle dos isolacionistas, e como um congressista foi um persuasivo defensor da contenção do comunismo soviético. Para seu biógrafo, Herbert Parmet, "o papel de Nixon era orientar o Partido Republicano ao longo de um curso intermediário, em algum lugar entre os impulsos competitivos dos Rockefeller, dos Goldwaters e dos Reagans".
Nixon recebeu crédito por sua postura em assuntos domésticos, o que resultou na passagem e aplicação da legislação ambiental e regulamentar. O historiador Paul Charles Milazzo, em seu artigo de 2011 sobre Nixon e o meio ambiente, apontou para a criação da Agência de Proteção Ambiental dos Estados Unidos (EPA) e sua aplicação da legislação, como o Ato das Espécies Ameaçadas de 1973, afirmando que "apesar de não ter sido reconhecido, o legado ambiental de Richard Nixon é seguro".
Nixon viu suas políticas sobre o Vietnã, a China e os soviéticos como uma peça-chave em seu lugar na história. George McGovern comentou em 1983: "O Presidente Nixon provavelmente tinha uma abordagem mais prática às duas superpotências, China e União Soviética, do que qualquer outro Presidente desde a Segunda Guerra Mundial ... com exceção de sua inexcusável continuação da guerra no Vietnã, Nixon realmente vai ter altas notas na história". O cientista político Jussi Hanhimäki discordou, dizendo que sua diplomacia era meramente uma continuação da política da guerra fria da contenção, usando um pouco mais meios diplomáticos do que meios militares. O historiador Christopher Andrew concluiu que "Nixon foi um grande estadista no cenário mundial, bem como um praticante de política eleitoral na arena doméstica. Enquanto a farsa criminosa de Watergate estava em construção, a inspiração política de Nixon estava estabelecendo novas relações de trabalho com a China comunista e a União Soviética".
O historiador Keith W. Olson escreveu que Nixon deixou um legado negativo: desconfiança fundamental do governo com suas raízes no Vietnã e Watergate. Durante o impeachment de Bill Clinton em 1998, ambos os lados tentaram usar Nixon e Watergate para ganhar vantagem: os republicanos sugeriram que a má conduta de Clinton era comparável à de Nixon, enquanto os democratas sustentavam que as ações de Nixon haviam sido muito mais sérias do que as do Presidente em exercício. Outro legado, durante algum tempo, foi uma diminuição do poder da Presidência uma vez que o Congresso aprovou uma legislação restritiva no rescaldo de Watergate. Olson sugeriu que as concessões de poder a George W. Bush após os ataques de 11 de setembro de 2001 restauraram o poder do Presidente.

## Personalidade e imagem pública

Nixon no Salão Oval em setembro de 1970.

A carreira de Nixon era frequentemente perseguida por sua personalidade e a percepção pública dela. Os cartunistas e comediantes muitas vezes exageravam sua aparência e maneirismos, até o ponto onde a linha entre o humano e a caricatura se tornava cada vez mais embaraçada. Ele era muitas vezes retratado sem estar barbeado, ombros caídos e uma sobrancelha franzida e suada.
Nixon tinha uma personalidade complexa, muito secreta e tímida, mas ainda muito marcante sobre si mesmo. Ele estava inclinado a se distanciar das pessoas e era formal em todos os aspectos, vestindo casaco e gravata mesmo quando sozinho em casa. O biógrafo de Nixon, Conrad Black, descreveu-o como sendo "motivado" embora também "insatisfeito consigo mesmo em alguns aspectos". De acordo com Black, Nixon
achava-se condenado a ser enganado, maltratado, injustamente assediado, incompreendido, subestimado e submetido às provações de Jó, mas que pela aplicação de sua poderosa vontade, tenacidade e diligência, acabaria por prevalecer.
A biógrafa Elizabeth Drew resumiu Nixon como um "homem inteligente, talentoso, mas o mais peculiar e assombrado dos Presidentes". Em seu relato da Presidência de Nixon, o autor Richard Reeves descreveu Nixon como "um homem estranho de timidez desconfortável, que funcionou melhor sozinho com seus pensamentos". A presidência de Nixon foi condenada por sua personalidade, e Reeves argumentou:
Ele assumiu o pior nas pessoas e ele trouxe o pior neles ... Ele se agarrou à ideia de ser "duro". Ele pensou que era o que o havia levado ao limite da grandeza. Mas foi isso que o traiu. Não podia abrir-se a outros homens e não podia abrir-se à grandeza.
Nixon acreditava que a distância entre ele e outras pessoas era necessária para ele, enquanto avançava em sua carreira política e se tornava Presidente. Até mesmo Bebe Rebozo, por alguns relatos seu amigo mais próximo, não o chamava por seu primeiro nome. Nixon afirmou quanto a isso,
Mesmo com amigos próximos, eu não acredito em deixar seu cabelo para baixo, confiar isso e aquilo e a outra coisa — dizendo, 'Caramba, eu não conseguia dormir' ... Eu acredito que você deve manter seus problemas para si mesmo. É assim que eu sou. Algumas pessoas são diferentes. Algumas pessoas acham que é uma boa terapia sentar-se com um amigo próximo e, você sabe, apenas derramar suas entranhas ... [e] revelar sua psique interior — se foram amamentados ou alimentados com mamadeira. Eu não. De jeito nenhum.
Quando disseram-lhe que a maioria dos norte-americanos, mesmo no final de sua carreira, não sentiam que o conheciam, Nixon respondeu: "Sim, é verdade. E não é necessário que eles conheçam".

### Biblioteca Nixon
- «Childhood». Richard Nixon Presidential Library and Museum. Consultado em 24 de maio de 2017. Arquivado do original em 21 de outubro de 2013
- «A Student & Sailor». Richard Nixon Presidential Library and Museum. Consultado em 24 de maio de 2017. Arquivado do original em 21 de outubro de 2013
- «The Nixon Family». Richard Nixon Presidential Library and Museum. Consultado em 24 de maio de 2017. Arquivado do original em 21 de outubro de 2013
- «The Congressman». Richard Nixon Presidential Library and Museum. Consultado em 24 de maio de 2017. Arquivado do original em 15 de junho de 2013
- «The Senator». Richard Nixon Presidential Library and Museum. Consultado em 24 de maio de 2017. Arquivado do original em 16 de fevereiro de 2013
- «The Vice President». Richard Nixon Presidential Library and Museum. Consultado em 24 de maio de 2017. Arquivado do original em 15 de junho de 2013
- «The President». Richard Nixon Presidential Library and Museum. Consultado em 24 de maio de 2017. Arquivado do original em 20 de novembro de 2012
- «Post Presidency». Richard Nixon Presidential Library and Museum. Consultado em 24 de maio de 2017. Arquivado do original em 21 de outubro de 2013
- Lee Meghan. «Guide to the Nixon Family Collection (1909–1967)» (PDF). Richard Nixon Presidential Library and Museum. Consultado em 24 de maio de 2017

### Outras fontes
- «1972: President Nixon arrives in Moscow». BBC. 11 de junho de 2004. Consultado em 24 de maio de 2017
- «Reagan funeral: Schedule of events». BBC. 11 de junho de 2004. Consultado em 24 de maio de 2017
- Paul Delaney (20 de julho de 1970). «Nixon Plan for Negro Construction Jobs Is Lagging». The New York Times. Consultado em 24 de maio de 2017
- Paul Delaney (27 de abril de 1994). «Mourners pay last respects to Nixon». The Deseret News. Consultado em 24 de maio de 2017
- Ronald Steel (25 de maio de 2003). «The World: New Chapter, Old Debate; Would Kennedy Have Quit Vietnam?». The New York Times. Consultado em 24 de maio de 2017
- Tom Wicker (24 de abril de 1994). «From afar: An indomitable man, an incurable loneliness». The New York Times. Consultado em 24 de maio de 2017
- Carroll Kilpatrick (18 de novembro de 1973). «Nixon tells editors, 'I'm not a crook'». The Washington Post. Consultado em 24 de maio de 2017
- «The Post Investigates». The Washington Post. Consultado em 24 de maio de 2017
- «The Government Acts». The Washington Post. Consultado em 24 de maio de 2017
- «Nixon Resigns». The Washington Post. Consultado em 24 de maio de 2017
- Martin Weil e Eleanor Randolph (23 de abril de 1994). «Richard M. Nixon, 37th President, dies». The Washington Post. Consultado em 24 de maio de 2017
- George Jr. Lardner e Michael Dobbs (6 de outubro de 1999). «New tapes reveal depth of Nixon's anti-Semitism». The Washington Post. Consultado em 24 de maio de 2017
- Carlos Peter (17 de novembro de 2000). «Another Race to the Finish». The Washington Post. Consultado em 24 de maio de 2017
- «8,000 Move Into Cambodia». St. Peterburg Independent (agora chamado The Evening Independent). 1 de maio de 1970. Consultado em 24 de maio de 2017
- «Nixon Up Early, See Protesters». Beaver County Times. 9 de maio de 1970. Consultado em 24 de maio de 2017
- Bob Greene (8 de abril de 2002). «What Nixon's best friend couldn't buy». Jewish World Review. Consultado em 24 de maio de 2017
- William Greider (10 de novembro de 1983). «The McGovern factor». Rolling Stone
- Ben Kiernan e Taylor Owen (Outubro de 2006). «Bombs over Cambodia» (PDF). Yale. Consultado em 24 de maio de 2017
- Timothy Noah (7 de outubro de 1999). «Nixon: I Am Not an Anti-Semite». Slate. Consultado em 24 de maio de 2017
- Ray Sawhill (Fevereiro de 2011). «The Fall and Rise of an American President». Opera News. Consultado em 24 de maio de 2017
- «Again, the Credibility Gap?». Time. 5 de abril de 1971. Consultado em 24 de maio de 2017
- «Behavior: Evaluating Eagleton». Time. 14 de agosto de 1972. Consultado em 24 de maio de 2017
- «Democrats: The long journey to disaster». Time. 20 de novembro de 1972. Consultado em 24 de maio de 2017
- Max J. Skidmore (2001). «Ranking and Evaluating Presidents: The Case of Theodore Roosevelt». White House Studies
- John F. Stacks (2 de maio de 1994). «Richard Nixon: Victory in Defeat». Time. Consultado em 24 de maio de 2017
- Lance Morrow (30 de setembro de 1996). «Naysayer to the nattering nabobs». Time. Consultado em 24 de maio de 2017
- Erika Tyler Allen (30 de setembro de 1996). «The Kennedy-Nixon Presidential Debates, 1960». The Museum of Broadcast Communications. Consultado em 24 de maio de 2017. Arquivado do original em 11 de maio de 2012
- Albert Auster. «Smith, Howard K». The Museum of Broadcast Communications. Consultado em 24 de maio de 2017. Arquivado do original em 5 de agosto de 2012
- Thomas W. Evans (1993). «The All-Volunteer Army After Twenty Years: Recruiting in the Modern Era». Sam Houston State University. Consultado em 24 de maio de 2017. Arquivado do original em 8 de agosto de 2013
- «Nixons Buy Fifth Avenue Condo in N.Y.». Pittsburgh Post-Gazette. 11 de agosto de 1979. Consultado em 24 de maio de 2017
- Hunter S. Thompson (1 de maio de 1994). «He Was a Crook». The Atlantic. Consultado em 24 de maio de 2017
- Lawrence K. Altman (24 de abril de 1994). «THE 37TH PRESIDENT: THE LAST DAYS; Disabled, Yet Retaining Control Over His Care». The New York Times. Consultado em 24 de maio de 2017
- Daniel Handlin (28 de novembro de 2015). «Just another Apollo? Part two». The Space Review. Consultado em 24 de maio de 2017
- Daniel Handlin. «American President: Richard Milhous Nixon (1913–1994), Foreign Affairs». Miller Center for Public Affairs, Universidade da Virgínia. Consultado em 24 de maio de 2017
- «Richard M. Nixon Birthplace». National Park Service. Consultado em 24 de maio de 2017
- «Commander Richard M. Nixon, USNR». United States Navy. 7 de agosto de 2006. Consultado em 24 de maio de 2017
- Richard Nixon (8 de agosto de 1974). «President Nixon's Resignation Speech». Public Broadcasting Service. Consultado em 24 de maio de 2017
- «The Nixon Visit – (February 21–28, 1972)». Public Broadcasting Service. Consultado em 24 de maio de 2017
- «Richard M. Nixon, Domestic Politics». Public Broadcasting Service. Consultado em 24 de maio de 2017
- Joseph J. Sabia (31 de maio de 2004). «Why Richard Nixon Deserves to Be Remembered Along with Brown». History News Network. Consultado em 24 de maio de 2017
- «Kennedy Wins 1960 Presidential Election». United Press International. Consultado em 24 de maio de 2017
- «1968 Presidential Election». United Press International. Consultado em 24 de maio de 2017
- «Nixon Becomes President». United Press International. Consultado em 24 de maio de 2017
- «Postage rates for periodicals: A narrative history» (PDF). United States Postal Service. Consultado em 24 de maio de 2017
- «Public Papers of the Presidents of the United States, Richard Nixon, 1971». United States Postal Service. 1999. Consultado em 24 de maio de 2017
- «Statement on Signing the National Sickle Cell Anemia Control Act». University of California, Santa Barbara. 16 de maio de 1972. Consultado em 24 de maio de 2017
- «Statement on Signing the National Sickle Cell Anemia Control Act» (PDF). National Institutes of Health. Setembro de 2002. Consultado em 24 de maio de 2017
- Keith Wailoo (2001). «Dying in the City of the Blues: Sickle Cell Anemia and the Politics of Race and Health». University of North Carolina Press. Consultado em 24 de maio de 2017
- «Congressional Quarterly Almanac. 92nd Congress 1st Session....1971». Congressional Quarterly. 1972
- «Congressional Quarterly Almanac. 93rd Congress 1st Session....1973». Congressional Quarterly. 1974
- «Congressional Quarterly Almanac. 93rd Congress 2nd Session....1974». Congressional Quarterly. 1975
- William Samson (2005). «President Nixon's Troublesome Tax Returns». TaxAnalysts. Consultado em 24 de maio de 2017
- Peter Grier (2011). «Tax Day 2011: Why do presidents release tax returns?». Christian Science Monitor. Consultado em 24 de maio de 2017
- «Richard Nixon demite Archibald Cox e chama atenção para caso Watergate». O Globo. 11 de maio de 2017. Consultado em 24 de maio de 2017
- «Ted Kennedy: Chappaquiddick Incident». The Telegraph. 26 de agosto de 2009. Consultado em 24 de maio de 2017
- «Vietnam War Deaths and Casualties By Month». The American War Library. Consultado em 24 de maio de 2017
- «195 - Address to the Nation on Vietnam». The American Presidency Project. 14 de maio de 1969. Consultado em 24 de maio de 2017
- Dmitry Mosyakov (2004). «The Khmer Rouge and the Vietnamese Communists: A History of Their Relations as Told in the Soviet Archives». Yale. Consultado em 24 de maio de 2017
- Ben Kiernan e Taylor Owen (27 de abril de 2015). «Making More Enemies than We Kill? Calculating U.S. Bomb Tonnages Dropped on Laos and Cambodia, and Weighing Their Implications». The Asia-Pacific Journal. Consultado em 24 de maio de 2017
- George E. Mueller (2005). «MIT lecture notes in "Aircraft Systems Engineering," fall 2005, on early Space Shuttle policy» (PDF). Massachusetts Institute of Technology. Consultado em 24 de maio de 2017
- Richard Nixon (7 de março de 1970). «Beyond the Atmosphere: Early Years of Space Science». NASA. Consultado em 24 de maio de 2017
- Ken Hughes. «Richard Nixon: Campaigns and Elections». Miller Center. Consultado em 24 de maio de 2017
- David Taylor (22 de março de 2013). «The Lyndon Johnson tapes: Richard Nixon's 'treason'». BBC. Consultado em 24 de maio de 2017
- William Addams Reitwiesner. «The Ancestors of Senator John Forbes Kerry (b. 1943)». WARGS. Consultado em 23 de maio de 2017
- «Nixon Genealogy – President Richard Nixon Family History». Archives. Consultado em 23 de maio de 2017
- «Naval Profiles: Richard Milhous Nixon». Naval History and Heritage Command. 7 de agosto de 2006. Consultado em 24 de maio de 2017
- «Calculate the value of $600,000 in 1975». DollarTimes. Consultado em 24 de maio de 2017
- Tom Goldstein (9 de julho de 1976). «New York Court Disbars Nixon for Watergate Acts». The New York Times. Consultado em 24 de maio de 2017
- Joan Faus (9 de agosto de 2014). «EUA reavaliam a polêmica figura de Nixon 40 anos após a sua renúncia». El País. Consultado em 24 de maio de 2017
- Carlos Eduardo Lins da Silva (23 de abril de 1994). «Da infância pobre ao escândalo Watergate». Folha de S.Paulo. Consultado em 25 de maio de 2017
- William Samson (11 de abril de 2005). «President Nixon's Troublesome Tax Returns». TaxAnalysts. Consultado em 25 de maio de 2017